# Подводные лодки типа «Огайо»
Подводные лодки типа «Огайо» (англ. Ohio class SSBN/SSGN) — серия американских стратегических атомных подводных лодок третьего поколения, вступивших в строй с 1981 по 1997 год.
Лодки типа «Огайо» составляют основу стратегических наступательных ядерных сил США и постоянно выходят на боевое патрулирование, проводя в море 60% времени.
С 2002 года — единственный тип ракетоносцев, находящихся на вооружении ВМС США.
В настоящее время 14 из 18 подлодок серии имеют на вооружении по 24 межконтинентальных баллистических ракеты (МБР) системы «Трайдент», оснащённых разделяющимися головными частями с индивидуальным наведением. Остальные 4 подлодки являются носителями крылатых ракет.
Первая серия из восьми ракетоносцев была вооружена ракетами «Трайдент I C-4» и базировалась на военно-морской базе (ВМБ) Китсэп, штат Вашингтон, на Тихоокеанском побережье США. Остальные 10 лодок, второй серии, были вооружены ракетами «Трайдент II D-5» и размещались на ВМБ Кингс-Бей, штат Джорджия.
В 2003 году, в целях выполнения Договора об ограничении вооружений, была начата программа переоборудования первых четырёх лодок проекта в носители крылатых ракет «Томагавк», завершившаяся в 2008 году. Оставшиеся четыре лодки первой серии перевооружены ракетами «Трайдент II», а все ракеты «Трайдент I» были сняты с боевого дежурства. Из-за сокращения количества ракетоносцев в Тихом океане часть лодок типа «Огайо» была переброшена из Атлантического океана в Тихий.

## История

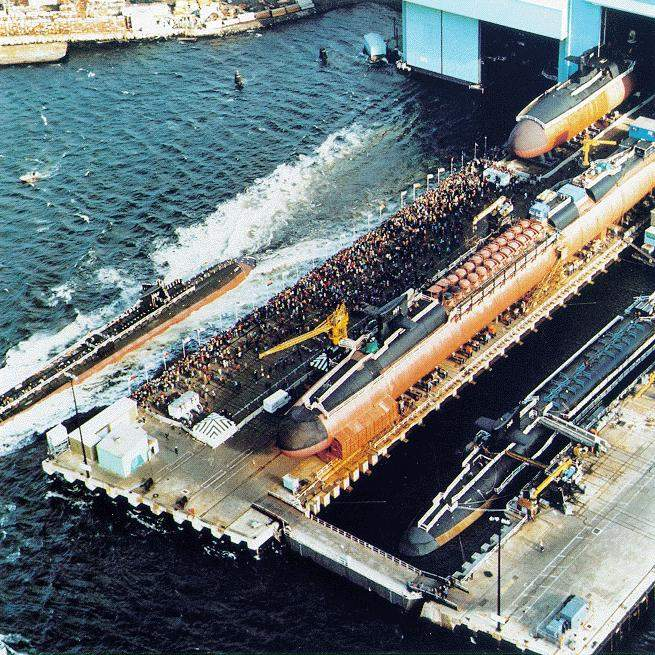
1979 год, спуск на воду USS Phoenix, АПЛ класса «Лос-Анджелес» (слева), три первых лодки нового класса «Огайо» в высокой степени готовности: справа USS Ohio, которая будет введена в строй в этом же году, левее USS Michigan, выступающая из цеха — USS Florida.

К началу 1960-х годов после ряда проведённых исследований американские аналитики пришли к выводу о бесперспективности стратегии «массированного возмездия». В 1950-х годах американские стратеги рассчитывали вывести из строя стратегические ядерные силы СССР превентивным ракетным ударом. Проведённые исследования показали, что одним ударом не могут быть уничтожены все стратегические цели, и ответный ядерный удар будет неотвратим. В этих условиях зародилась стратегия «реалистического устрашения». Как скажет в начале 1980-х годов начальник ГШ ВС СССР Н. В. Огарков, 
…появление и быстрое совершенствование ядерного оружия поставили совершенно по новому вопрос о целесообразности войны как средства достижения политической цели.
Отказ от необходимости ведения всеобщей ядерной войны привёл к пересмотру требований к разрабатываемым стратегическим вооружениям.
Аппаратом Министерства обороны США 1 ноября 1966 года была начата исследовательская работа по стратегическим вооружениям STRAT-X. Первоначально целью программы была оценка проекта новой стратегической ракеты, предложенной ВВС США, — будущей MX. Однако под руководством министра обороны Роберта Макнамары были сформулированы правила оценки, согласно которым одновременно должны были оцениваться и предложения других родов сил. При рассмотрении вариантов производился расчёт стоимости создаваемого комплекса вооружений с учётом создания всей инфраструктуры базирования. Производилась оценка количества выживших боезарядов после ядерного удара противника. Полученная стоимость «выжившего» боезаряда была основным критерием оценки. От ВВС США, кроме МБР с развёртыванием в шахте повышенной защищённости, поступил на рассмотрение вариант использования нового бомбардировщика Б-1.
ВМС предложили систему стратегического вооружения ULMS (англ. Undersea Long-range Missile System). Основой системы были подводные лодки с новыми баллистическими ракетами увеличенной дальности EXPO (англ. EXpanded «POseidon»). Дальность ракеты позволяла выпускать весь боекомплект сразу после выхода из базы. Предпринимался ряд мер для увеличения времени пребывания лодки в море (включая создание нового берегового комплекса).
Программа ULMS выиграла конкурс STRAT-X. Министром обороны США было одобрено решение координационного комитета ВМФ (англ. Decision Coordinating Paper (DCP) No. 67) № 67 от 14 сентября 1971 года по ULMS. Было утверждено поэтапное развитие программы. На первом этапе в рамках программы EXPO создавалась ракета «Трайдент I» увеличенной дальности в габаритах ракеты «Посейдон» и разработка новой атомной подводной лодки с баллистическими ракетами (ПЛАРБ). А в рамках второго этапа ULMS II создание ракеты больших габаритов — «Трайдент II» с повышенной дальностью. Решением замминистра от 23 декабря 1971 года в бюджет ВМС был заложен ускоренный график работ с планируемым развёртыванием ракет в 1978 году.
В рамках эскизного проекта рассматривалось различные варианты подводных лодок с установкой от 2 до 32 ракетных шахт. Рассматривался вариант 38 000-тонной атомной подводной лодки с двумя реакторами типа S6G, однако от него отказались в силу дороговизны. Остановились на варианте использования реактора S8G, разработанного на базе реактора S5G атомной подводной лодки «Нарвал». Кривая военно-экономической эффективности имела максимум в районе 20 ракет и лодкой водоизмещением 14 000 тонн. Этот проект нравился и командованию ВМС США, однако после вмешательства подразделения системного анализа Министерства обороны США на подпись президенту лёг вариант с 24 ракетами.

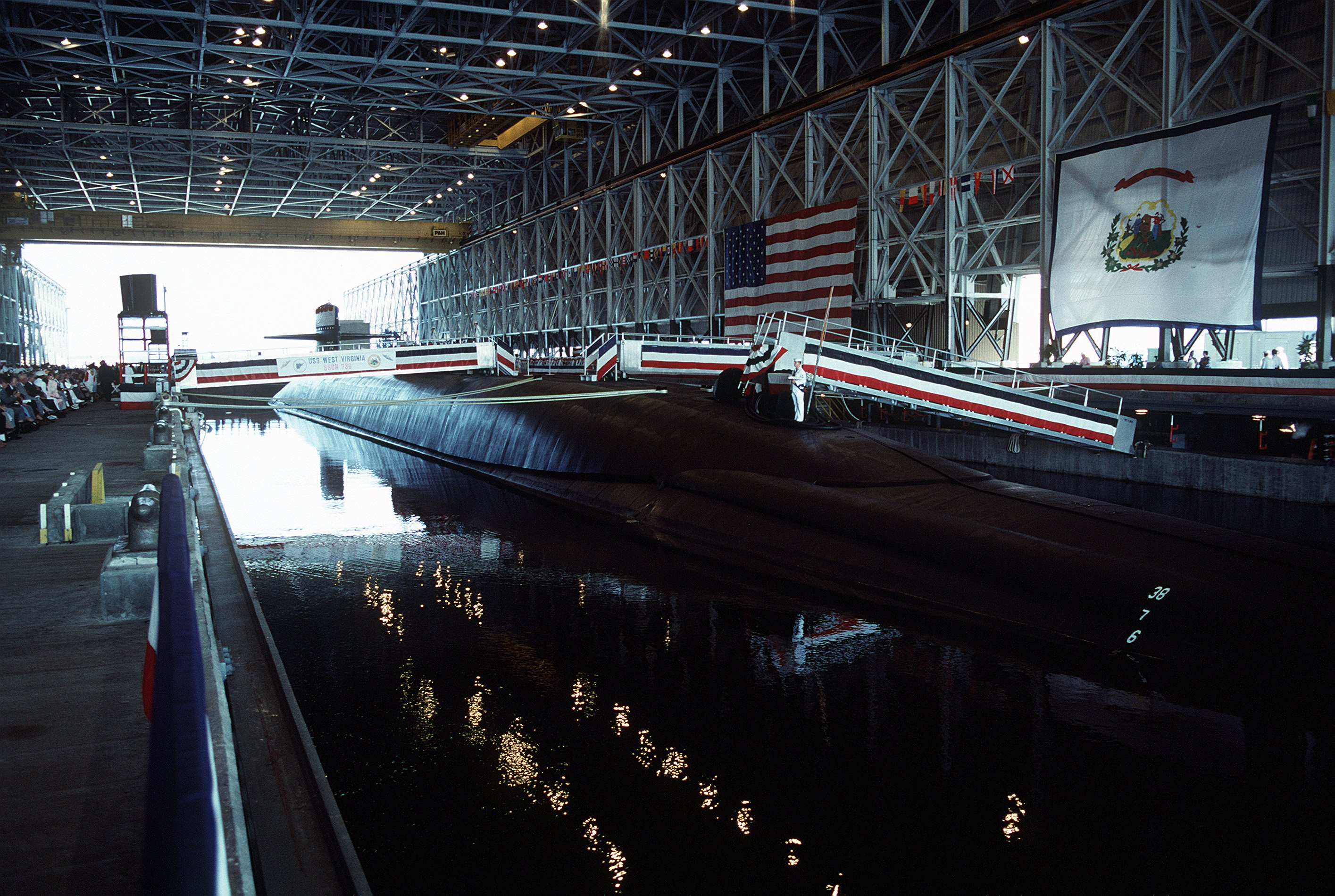
1990 год, торжественная церемония вступления в строй USS West Virginia, 11-й лодки типа «Огайо».

Президент 15 ноября 1973 года подписал финансовый бюджет на 1974 год с выделением средств для первой подводной лодки системы «Трайдент». А 25 июля 1974 года ВМФ США заключили контракт с General Dynamics по строительству на верфи Electric Boat первой ПЛАРБ, получившей впоследствии имя «Огайо».
В 1974 году первоначальной программой было запланировано строительство 10 подводных лодок, на 24 ракеты каждая, ВМС запросили Конгресс о выделении 1,4 млрд $ на постройку первых двух субмарин и обслуживающей инфраструктуры, включая 107,2 млн $ на дальнейшие НИОКР и 107,2 млн $ на постройку портовой обслуживающей инфраструктуры, с перспективой заступления первой субмарины на боевое дежурство в 1978 году. К 1981 году программа была увеличена до 15 лодок, и планировалось расширить её до 20 лодок к 1985 году. В 1989 году ВМС США планировали заказать 21 лодку, а планы на следующий год предусматривали расширение заказа до 24 ПЛАРБ. Однако в 1991 году Конгресс ограничил программу строительства 18 лодками. Основанием решения стали ограничения договора СНВ-1 и предложение администрации президента Буша.
Все 18 лодок построены на верфи Electric Boat фирмы General Dynamics в 1976—1997 годах. Первые 8 лодок серии изначально оснащались ракетами Trident I C-4. Впоследствии 4 из них были перевооружены «Томагавками», остальные получили на вооружение ракеты Trident II D-5.

## Конструкция

### Структура

1. сферическая антенна ГАК; 2. цистерны главного балласта; 3. компьютерный пост; 4. объединённая радиорубка; 5. гидроакустический пост; 6. центральный пост; 7. навигационный пост; 8. пост управления ракетной стрельбой; 9. машинное отделение; 10. реакторный отсек; 11. отсек вспомогательных механизмов № 1; 12. проход для экипажа; 13. отсек вспомогательных механизмов № 2; 14. торпедный отсек; 15. каюты моряков; 16. каюты офицеров; 17. ракетный отсек

Прочный корпус разделён на четыре отсека и одну выгородку, отделённую водонепроницаемой переборкой.

#### Первый (носовой) отсек

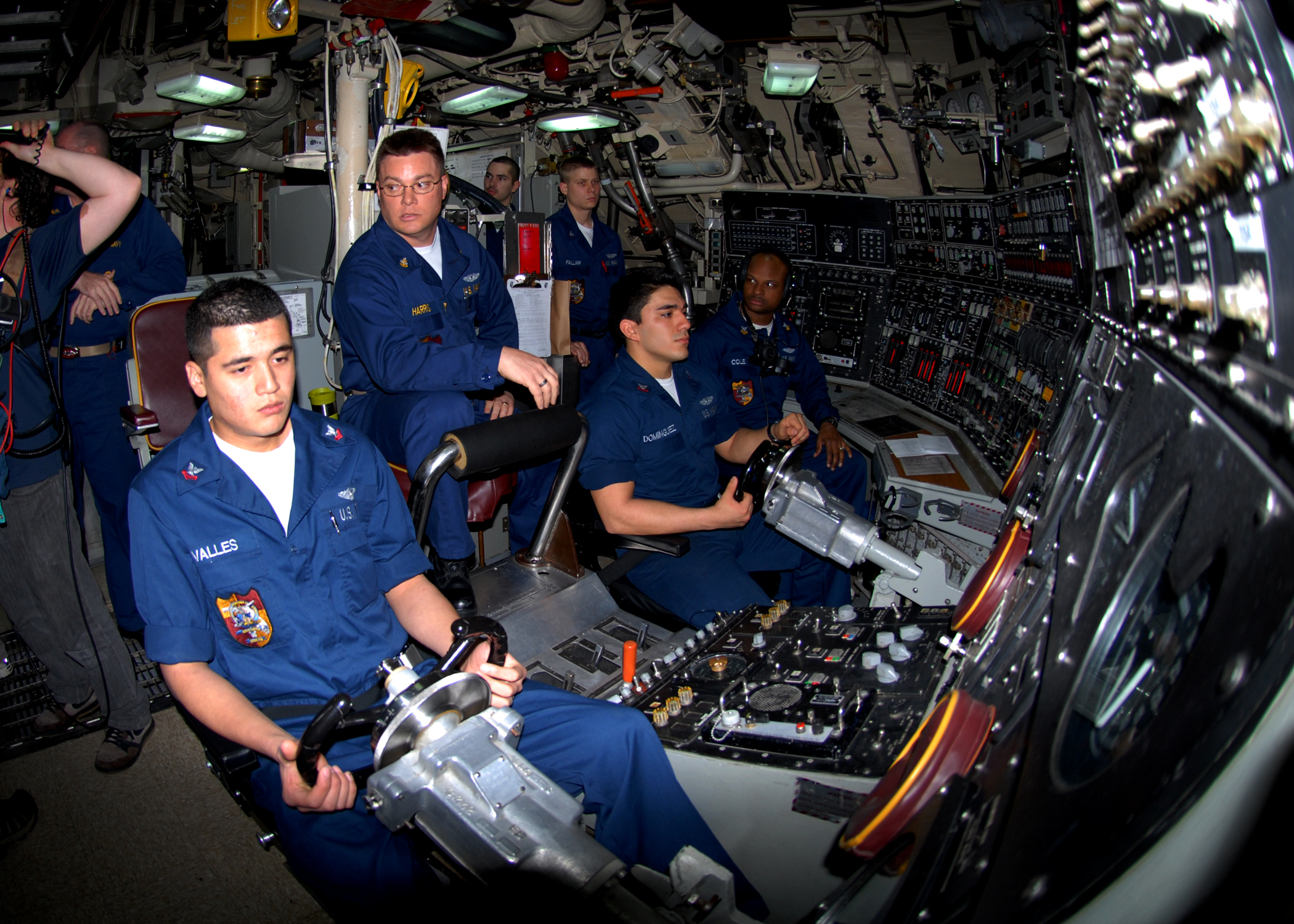
Центральный пост. На дальней части фотографии отчётливо видна светящаяся красным аппаратура контроля нейтронного потока реактора. Сидящий слева от рулевых технический специалист управляет реактором.

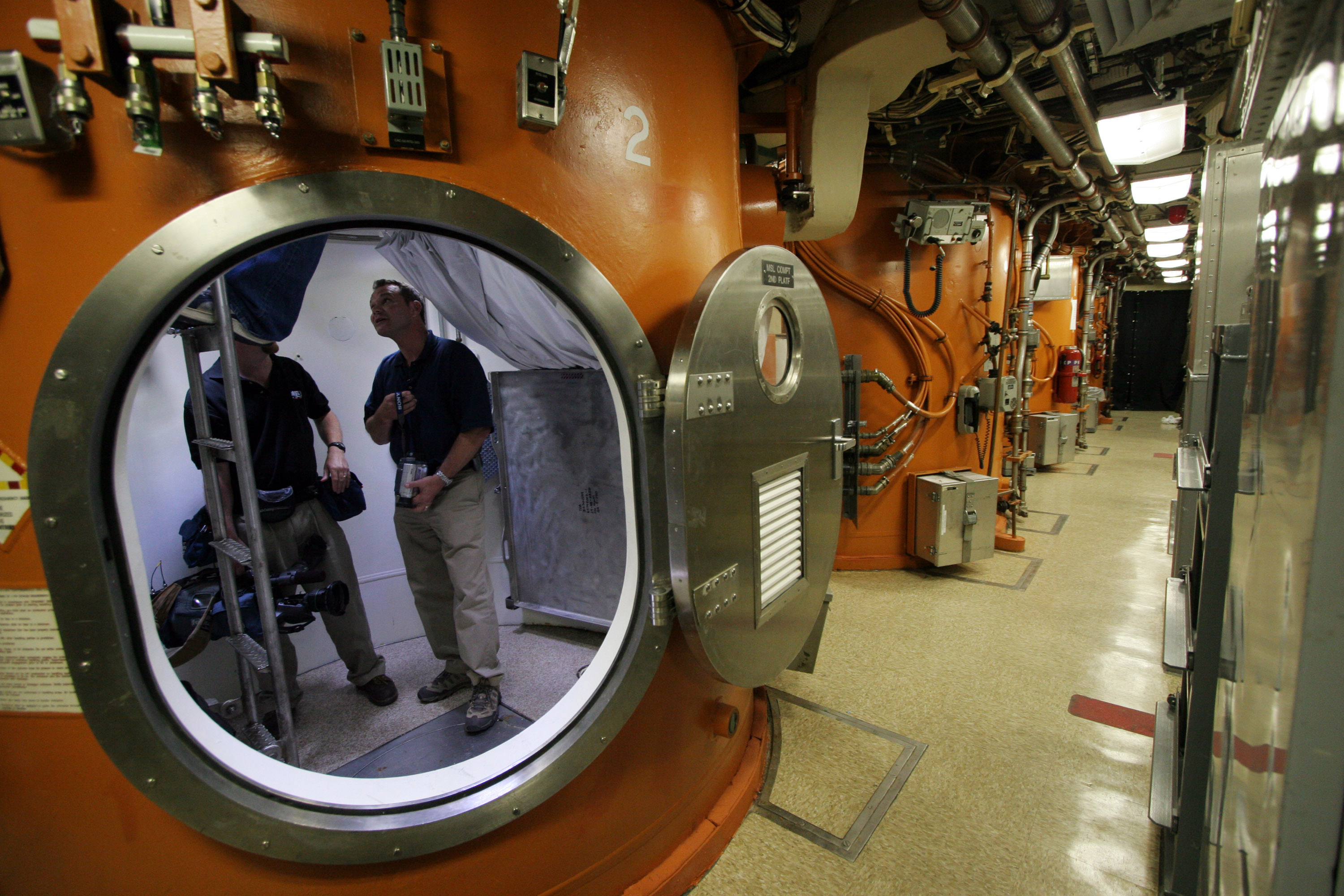
Съёмочная группа осматривает шлюзы для выхода из лодки.

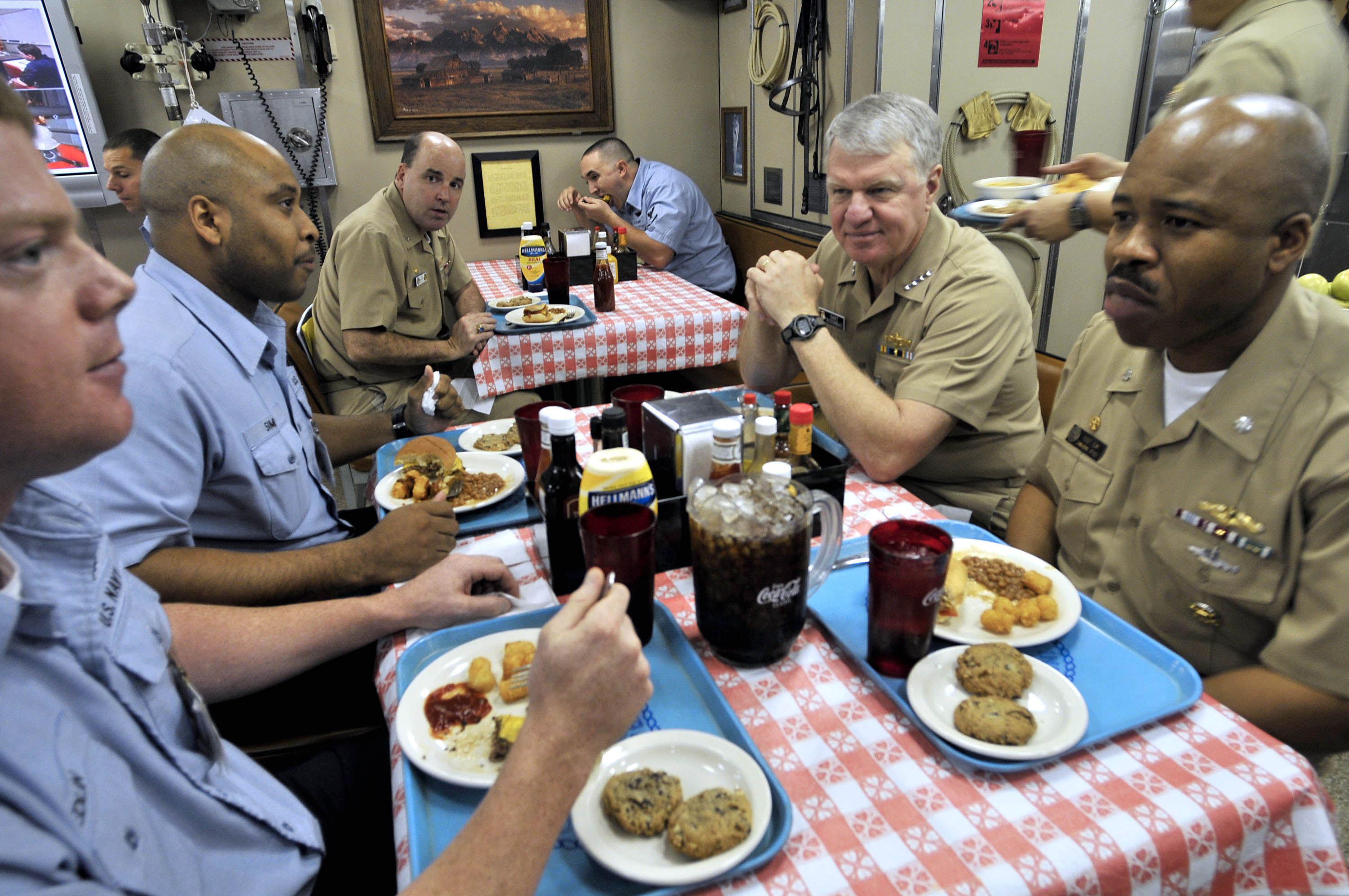
Руководитель ВМО адмирал Рафхед на обеде с офицерами.

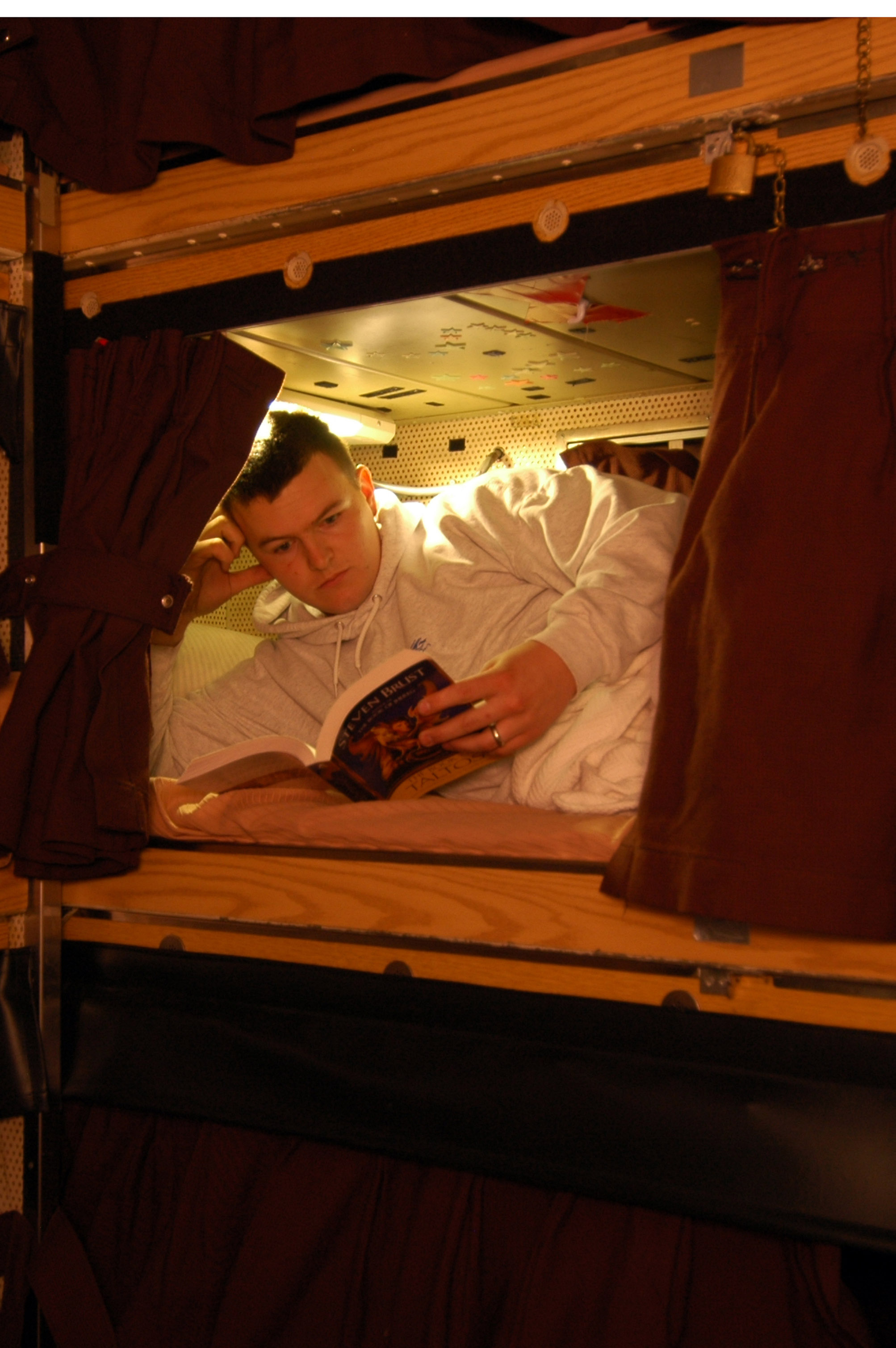
Спальное место экипажа.

В этот отсек входят расположенные на четырёх палубах три группы помещений различного назначения:
- боевого:
  - центральный пост,
  - пост управления ракетной стрельбой,
  - навигационный пост,
  - торпедное отделение,
  - радиорубка,
  - гидроакустическая рубка,
- обеспечивающего:
  - вычислительный комплекс,
  - вентиляционная,
  - помещения кондиционеров и вспомогательных механизмов,
  - насосная,
  - аккумуляторная батарея,
- бытового:
  - офицерская кают-компания,
  - комната отдыха,
  - буфет,
  - камбуз,
  - столовая рядового состава,
  - каюты офицерского и старшинного состава,
  - медпункт
  - учебные классы
  - аварийно-спасательные средства коллективного пользования (между центральным постом и гидроакустической рубкой).

#### Второй (ракетный) отсек
Этот отсек также имеет четырёхпалубную конструкцию и занимает треть прочного корпуса. В него входят:
- 24 шахтные пусковые установки ракет, пронизывающих отсек по всей высоте,
- пусковое и контрольно-проверочное оборудование,
- учебный класс,
- спальные места для боевого расчёта ракетного комплекса.

#### Выгородка
Выгородка примыкает к ракетному отсеку и в ней размещаются:
- электрощиты,
- установка для регенерации воздуха,
- осушительные и дифферентовочные насосы.

#### Третий (реакторный) отсек
Длина этого отсека около 10 м, и в нём находятся:
- ядерный реактор,
- 2 парогенератора,
- 2 главных циркуляционных насоса,
- компенсатор объёма,
- оборудование, обеспечивающее их контроль и работу.

#### Четвёртый (турбинный) отсек
Это машинное отделение длиной 37 м, в котором находятся:
- 2 турбогенератора,
- 2 паротурбинные установки,
- гребной электродвигатель,
- преобразователи тока,
- вспомогательная дизель-электрическая установка,
- гидравлическая насосная станция,
- компрессор,
- главный конденсатор,
- пульты управления и контроля.

### Корпус
Лодки имеют корпус смешанной конструкции: прочный корпус цилиндрической формы с оконечностями в виде усечённого конуса дополнен обтекаемыми оконечностями, в которых размещены балластные цистерны и, соответственно, сферическая антенна ГАК и гребной вал. Верхняя часть прочного корпуса покрыта проницаемой лёгкой обтекаемой надстройкой, закрывающей ракетные шахты, различное вспомогательное оборудование на корме и гибкую буксируемую антенну ГАС в кормовой оконечности. Из-за такой небольшой площади лёгкого корпуса корабль считается однокорпусным, эта конструкция американских ПЛАРБ по мнению специалистов обеспечивает способность создавать меньшие гидродинамические шумы и достигать большей максимально малошумной скорости по сравнению с двухкорпусными лодками. Плоские переборки разделяют лодку на отсеки, каждый из которых делится на несколько палуб. В носовом, ракетном и кормовом отсеках предусмотрены погрузочные люки. Рубка сдвинута к носовой части, на ней размещены горизонтальные крыловидные рули, в кормовой части оперение крестообразное, на горизонтальных рулях установлены вертикальные планшайбы.
Прочный корпус сварен из секций (обечаек) цилиндрической, конической и эллиптической формы с толщиной 75 мм. Материал — высокопрочная сталь марки HY-80/100 с пределом текучести 56—84 кгс/мм. Для увеличения прочности корпуса предусмотрены кольцевые шпангоуты, разнесённые по всей длине корпуса. Корпус также имеет антикоррозийное покрытие.
На геопортале Virtual Earth был опубликован аэрокосмический снимок дока на базе ВМС США Бангор, где проходят ремонтно-профилактические работы АПЛ класса «Огайо». На снимке хорошо различимы форма и конструктивные особенности гребного винта субмарины — секреты, которые строго оберегают разработчики.

### Энергетическая установка

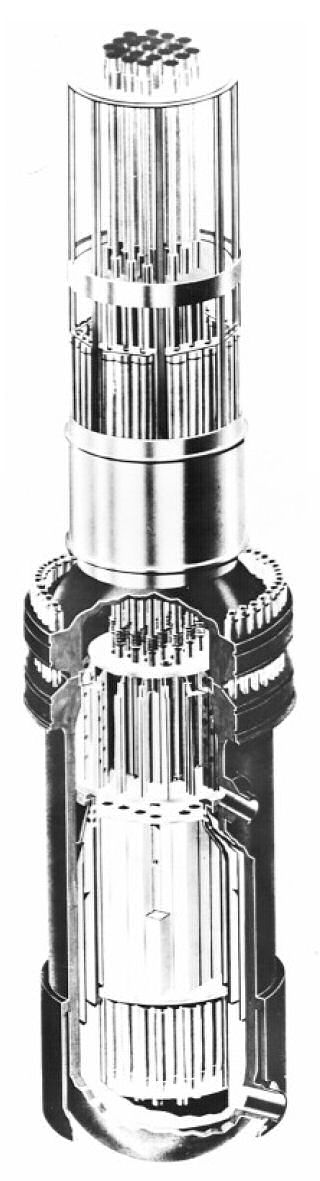
Примерный вид реактора типа PWR.

Энергетическая установка лодок состоит из главной и вспомогательной установок, механизмы которых расположены в 5-м и 6-м отсеках.
В главную энергетическую установку входят:
- ядерный реактор,
- два главных циркуляционных насоса,
- компенсатор объёма,
- два парогенератора,
- биологическая защита,
- два турбогенератора,
- две паротурбинные установки,
- гребной электродвигатель,
- аппаратура управления и контроля.

Ядерный реактор — двухконтурный водо-водяной реактор под давлением (англ. PWR) типа S8G разработки компании General Electric, состоящий из стандартного для реакторов этого типа частей: корпуса, активной зоны, отражателя нейтронов, стержней управления и защиты. Теплоноситель и замедлитель — вода высокой степени очистки (бидистиллят). Параметры первого контура: номинальное давление — 140 кгс/см² (14 МПа), температура — 300—320 °C. Реактор окружён биологической защитой, предназначенной для защиты экипажа от ионизирующего излучения и состоящей из композиционных материалов значительной массы. Диаметр реакторного отделения 12,8 м, длина — 16,8 м, общий вес — 2750 т. Активная зона содержит ядерное топливо — высокообогащённый по 235-му изотопу уран, ресурс топлива составляет примерно 100 тыс. часов активной работы, что эквивалентно примерно 9—11 годам постоянного использования реактора на полной мощности или дальности плавания полным ходом 280 тыс. миль, а экономическим — 800 тыс. миль (для ПЛАРБ типа «Лафайет» этот показатель составлял 50 лет с дальностью плавания экономическим ходом 345 тыс. миль).
Паротурбинная установка состоит из двух турбин мощностью по 30 000 л. с., редуктора, конденсатора, циркуляционного насоса и паропроводов. Две паротурбинные установки работают на один вал, при этом высокая скорость вращения турбин понижается редуктором до 100 об/мин и с помощью муфты передаётся на гребной вал, вращающий семилопастной гребной винт диаметром 8 м со скошенными серповидными лопастями с пониженной скоростью вращения (такая конструкция позволяет снизить шумы на скоростях патрулирования).
Турбогенераторы малооборотные многополюсные, мощностью 4000 кВт каждый, вырабатывают электроэнергию с напряжением 450 В и частотой 60 Гц, которая через преобразователь переменного тока в постоянный питает гребной электродвигатель (в этом случае паротурбинные установки не вращают гребной вал).
При разработке силовой установки был предпринят ряд мер по обеспечению низкого уровня шумов на малых и средних скоростях. Энергетическая установка подводных лодок имеет специальный малошумный режим естественной циркуляции теплоносителя первого контура с сохранением значительной части своей мощности, такой режим является основным при боевом патрулировании. В обычном режиме тепло от реактора передаётся в парогенераторы, откуда пар идёт на турбину, которая через редуктор вращает гребной винт. В малошумном режиме схема несколько усложняется — пар из парогенераторов идёт на турбогенераторы, в которых вырабатывается электроэнергия, приводящая в движение гребной винт. При этом исключается функционирование наиболее шумящих элементов — циркуляционных насосов турбин и реактора, значительно снижается мощность реактора и паропроизводящей установки, а гребной винт приводится в действие электродвигателем, питающимся от турбогенераторов вместо прямой передачи механического движения от турбин к валу, что позволяет исключить также шум редуктора, передающего это движение на гребной вал в режиме полной мощности.
Такая конструкция реактора отрабатывалась на подводной лодке «Нарвал» с реактором вдвое меньшей мощности S5G. Проектные исследования выполнялись на базе реактора с возможностью естественной циркуляции теплоносителя типа S6G, устанавливаемого на атомные многоцелевые подводные лодки типа «Лос-Анджелес».
Многие конструктивные особенности лодок типа «Огайо», такие как однокорпусная осесимметричная архитектура, одновальная движительная установка, гибкие муфты, различные соединительные устройства и вставки для изоляции гребного вала и трубопроводов, множество амортизаторов и шумопоглощающие покрытия внутри корпуса, введение малошумного режима с исключением из работы циркуляционных насосов и применение низкооборотного малошумного винта специальной формы позволили снизить шумность по сравнению с ПЛАРБ типа «Лафайет» со 134 до 102 дБ.
Во вспомогательную энергетическую установку входят дизель-генератор мощностью 1400 кВт и резервный гребной электродвигатель мощностью 325 л. с. фирмы «Магнатек». Резервный электродвигатель используется как привод подруливающего устройства при маневрировании и в случае аварии основной силовой установки. Это устройство располагается в корпусе лодки и при необходимости использования выдвигается. Оно способно вращаться на 360 градусов в горизонтальной плоскости.
По официальным данным скорость подводного хода лодок составляет 20+ узлов. Фактически ПЛАРБ способна развить скорость 25 узлов.

## Вооружение

### Ракетное вооружение
Основным вооружением подводных лодок типа «Огайо» являются ракеты, размещённые в 24 вертикальных шахтах, расположенных в два продольных ряда за ограждением выдвижных устройств. Изначально лодки оснащались баллистическими ракетами «Трайдент I C-4», с ними были построены 8 первых субмарин (SSBN-726 — SSBN-733), иногда выделяемых в первую подгруппу проекта. Остальные лодки строились с более совершенными ракетами «Трайдент II D-5». В 2003 году в соответствии с положениями ОСВ появилось требование о сокращении количества субмарин с баллистическими ракетами до 14, поэтому первые четыре лодки серии (SSBN-726 — SSBN-729) были переоборудованы в носители крылатых ракет «Томагавк». А оставшиеся четыре переоснащены «Трайдент II D-5».
На лодках, вооружённых «Трайдент I», устанавливалась система хранения и пуска ракет Mk35 mod 0, а с комплексом «Трайдент II» — Mk35 mod 1. Система состоит из шахтных пусковых установок, подсистемы выброса БРПЛ, подсистемы контроля и управления пуском и погрузочного оборудования ракет. Шахта представляет собой стальной цилиндр, жёстко закреплённый в корпусе ПЛАРБ. С целью возможности установки «Трайдент II» ракетная шахта по сравнению с предыдущими лодками типа «Лафайет» была увеличена (диаметр составляет 2,4 м, а длина — 14,8 м). Шахта сверху закрывается крышкой с гидравлическим приводом. Крышка обеспечивает герметизацию шахты и рассчитана на то же давление, что и прочный корпус. На ней расположены четыре контрольно-наладочных лючка для проведения осмотров. Специальный механизм блокировки обеспечивает защиту от несанкционированного проникновения и управляет открытием крышки и технологических лючков.
Внутри шахты устанавливается пусковой стакан и оборудование подачи парогазовой смеси. Пусковой стакан накрывается мембраной, предотвращающей попадание воды внутрь при открывании крышки во время старта. Мембрана имеет куполообразную форму и изготавливается из фенольной смолы, армированной асбестом. При запуске ракеты с помощью установленных на её внутренней стороне профилированных зарядов взрывчатого вещества мембрана разрушается на центральную и несколько боковых частей. Пусковая шахта оснащена штекерным разъёмом нового типа, предназначенным для соединения ракеты с системой управления стрельбой, автоматически отсоединяемым в момент пуска ракеты. На «Огайо» установлена система управления стрельбой Mk 98, позволяющая перевести все ракеты в состояние минутной готовности к старту в течение 15 минут. Во время предстартовой подготовки система производит расчёт данных стрельбы, ввод их в ракету, производит предстартовую проверку и осуществляет контроль готовности к запуску. Входящий в Mk 98 вычислительный комплекс во время предстартовой подготовки может производить перенацеливание одновременно всех ракет.
Перед пуском в шахте создаётся избыточное давление. В каждой шахте для формирования парогазовой смеси установлен пороховой аккумулятор давления (ПАД). Газ, выходя из ПАДа, проходя через камеру с водой, частично охлаждается и, поступая в нижнюю часть пускового стакана, выталкивает ракету с ускорением порядка 10g. Ракета выходит из шахты со скоростью приблизительно 50 м/с. При движении ракеты вверх происходит разрыв мембраны, и в шахту начинает поступать забортная вода. Крышка шахты закрывается автоматически после выхода ракеты. Вода из шахты выкачивается в специальную заместительную цистерну. Для удержания подводной лодки в стабильном положении и на заданной глубине производится управление работой гироскопических стабилизирующих устройств и перекачка водного балласта.
Пуск ракет может осуществляться с 15—20-секундным интервалом с глубины до 30 м, при скорости хода около 5 узлов и волнении моря до 6 баллов. Все ракеты могут быть выпущены в одном залпе (испытательные пуски всего боекомплекта никогда не производились). В воде происходит неуправляемое движение ракеты, и после выхода из воды по данным сигнала датчика ускорений включается двигатель первой ступени. В штатном режиме включение двигателя происходит на высоте 10—30 м над уровнем моря.

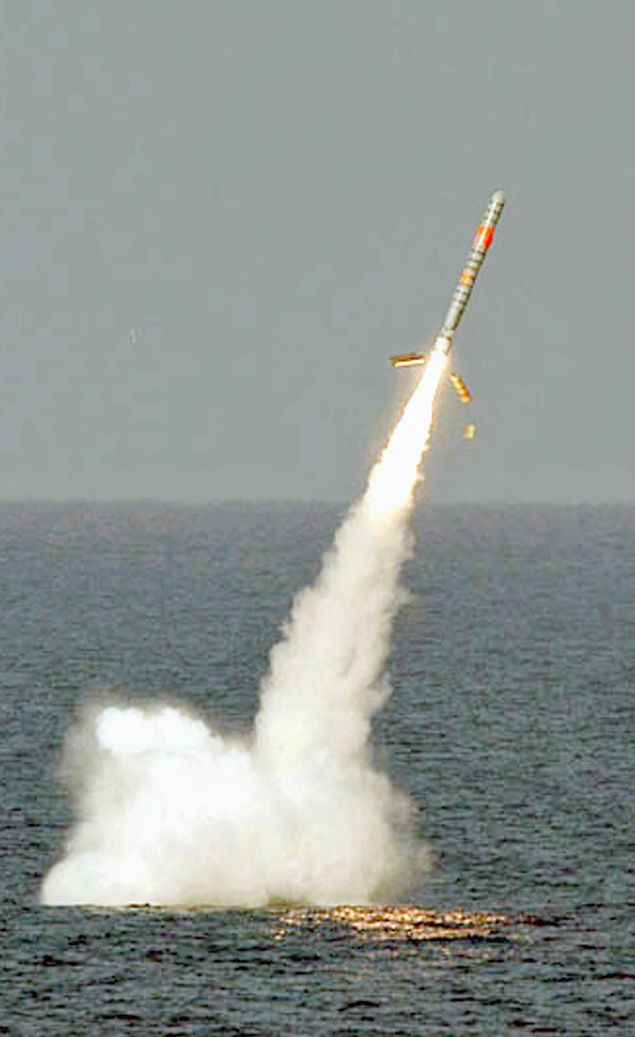
Запуск КР «Томагавк» с USS Florida (SSGN-728).

Высокая точность определения местоположения подводной лодки обеспечивается установленной аппаратурой коррекции навигационных данных систем LORAN-C и NAVSTAR. Применение этих систем и внедрение системы ESGN с гироскопами с электростатической подвеской ротора позволило повысить точность определения координат в 4—6 раз по сравнению с лодками предыдущих типов.

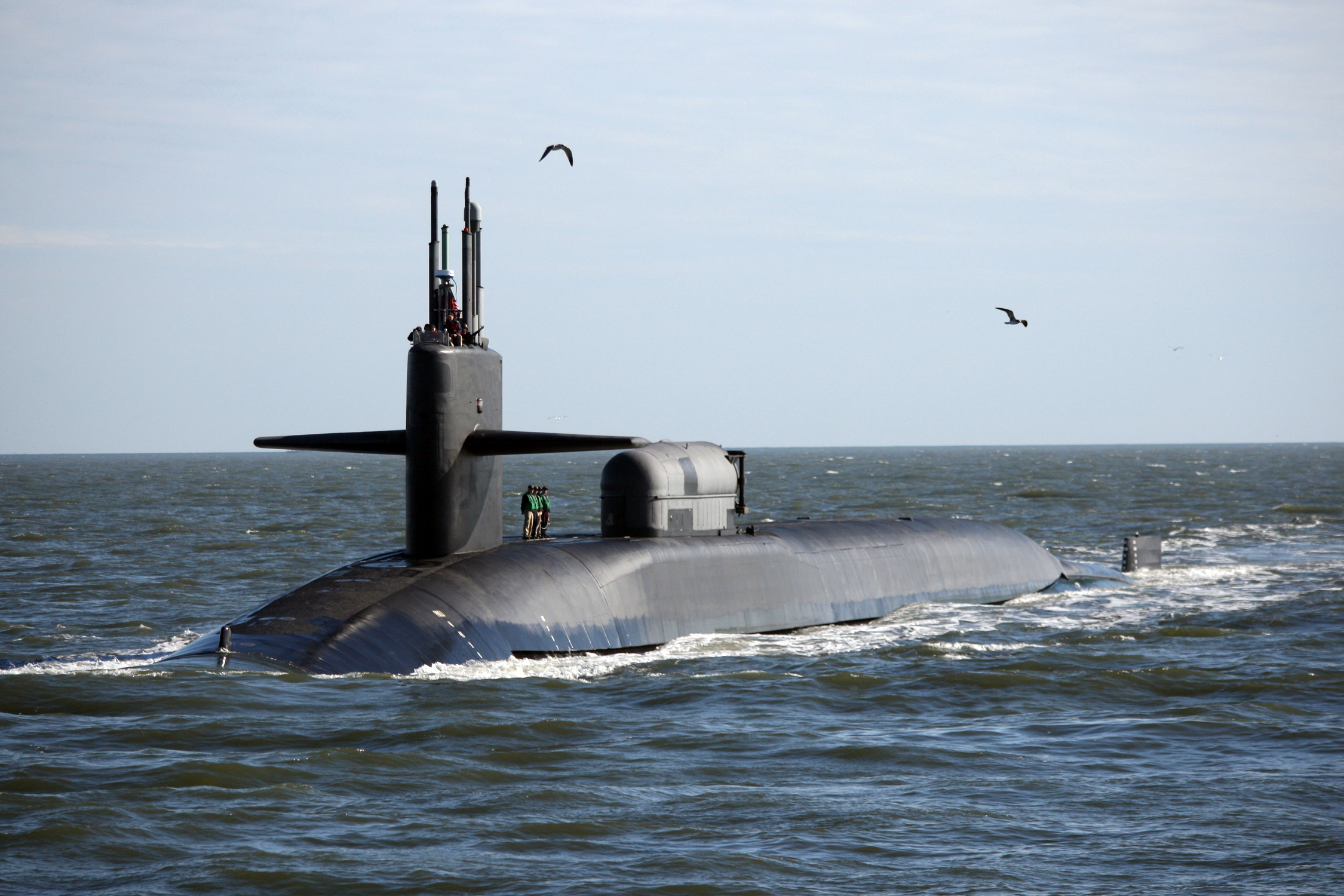
модуль DDS на USS Georgia (SSGN-729).

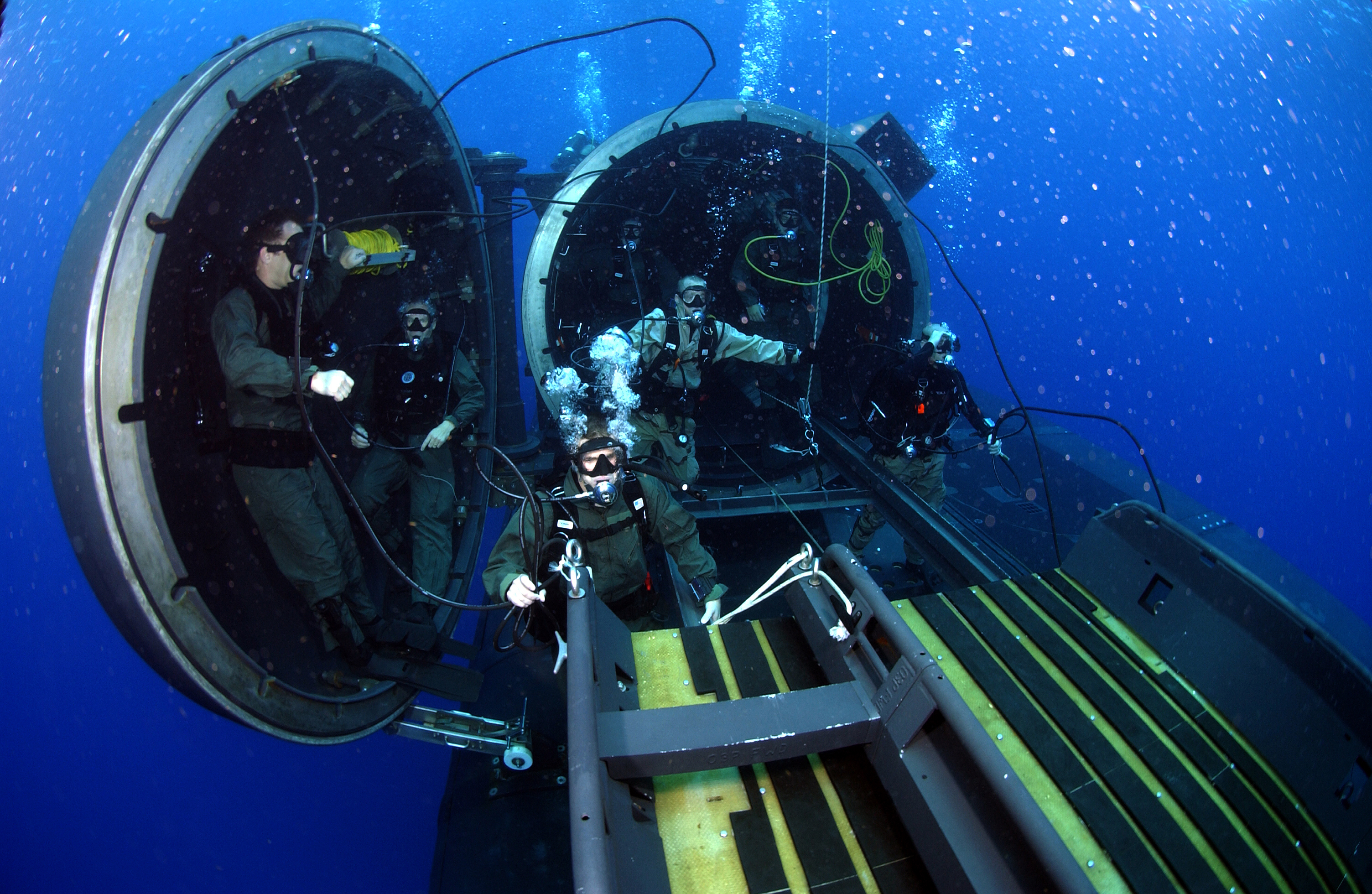
Практический экзамен боевых пловцов SEAL на таком модуле.

Ракета «Трайдент II D-5» оснащается двумя типами боевых блоков (ББ) — W76 мощностью 100 кт и W88 мощностью 475 кт. При максимальной нагрузке ракета способна забросить 8 блоков W88 или 14 блоков W76 на дальность 7360 км. Применение на ракете аппаратуры астрокоррекции в совокупности с повышением эффективности навигационной системы позволило получить для блоков W88 КВО 90—120 м. При поражении ракетных шахт противника используется так называемый способ «2 по 1» — нацеливание на одну шахту МБР двух боевых блоков с разных ракет. При этом вероятность поражения цели составляет 0,95. Производство блоков W88 было ограничено 400 единицами. Поэтому большинство ракет вооружается боеголовками W76. В случае использования двух менее мощных блоков при способе «2 по 1» вероятность выполнения задачи снижается до 0,84.
На данный момент в соответствии с договором ОСВ ракеты на подводных лодках не могут нести больше 8 боеголовок. С целью достижения максимальной дальности на ракетах устанавливается 6 ББ W88 или 8 ББ W76. Поэтому в 2007 году общее количество развёрнутых на БРПЛ боеголовок составляло 404 шт. W88 и 1712 шт. W76. Согласно заявлению контр-адмирала Реймонда Джонса младшего (англ. Raymond G. Jones) боеголовками W88 оснащены только первые четыре лодки второй серии.
10 ноября 2017 г. директор управления по разработке стратегических систем США вице-адмирал Терри Бенедикт заявил об успешном испытании 30 октября 2017 г. на Гавайских островах нового сверхзвукового оружия. Если программа разработки завершится удачно, то новые носители пополнят вооружение атомных подводных лодок типа "Огайо". В качестве носителей планируется использовать гиперзвуковые и межконтинентальные баллистические ракеты.

### Торпедное вооружение

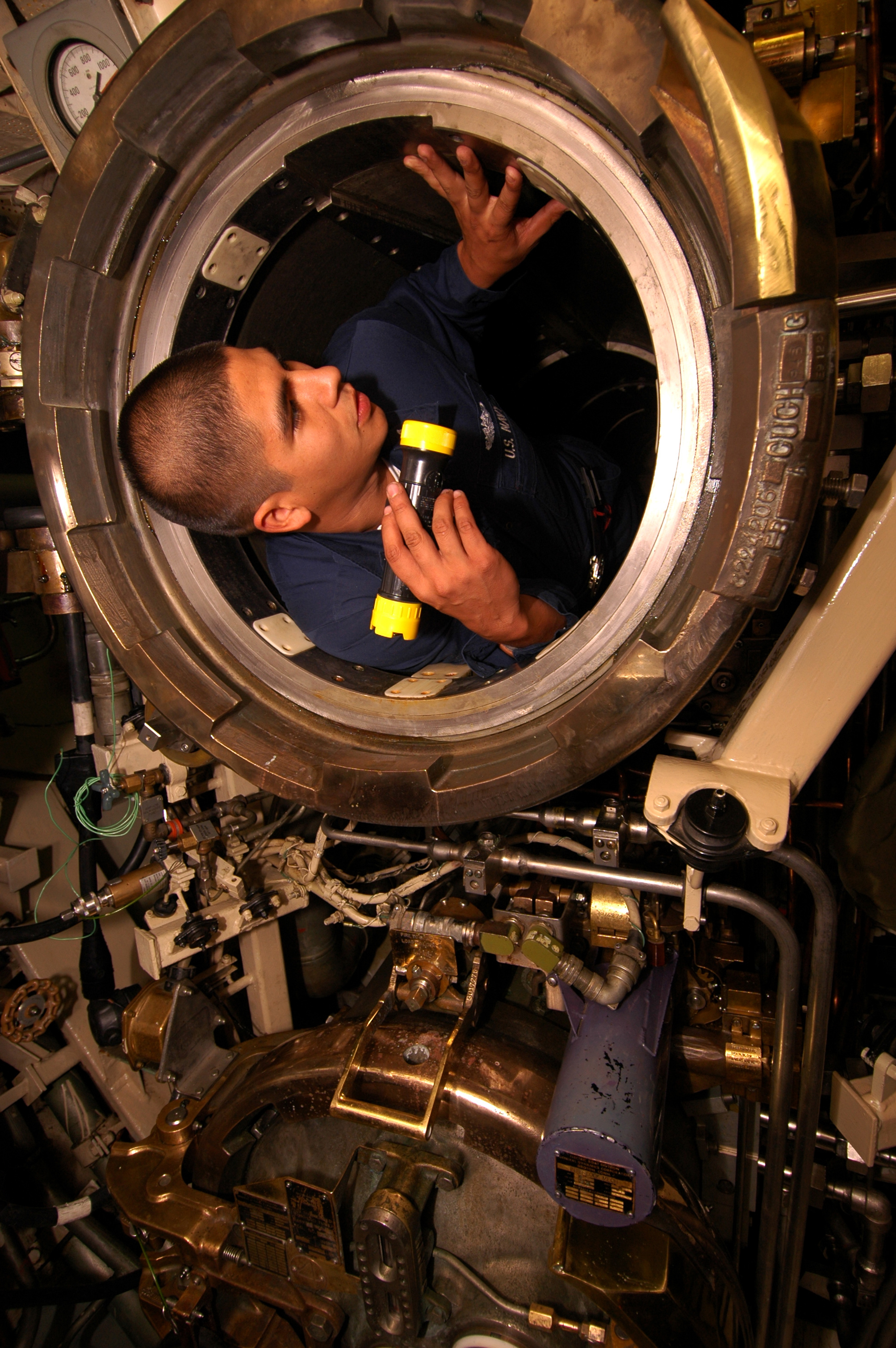
Осмотр торпедного аппарата.

Все лодки имеют четыре торпедных аппарата для самообороны. Они находятся в носовой части лодки слегка под углом к диаметральной плоскости. В боекомплект входит десять торпед Mk-48, которые могут использоваться против подводных лодок и надводных кораблей.

### Радиоэлектронное и гидроакустическое оборудование

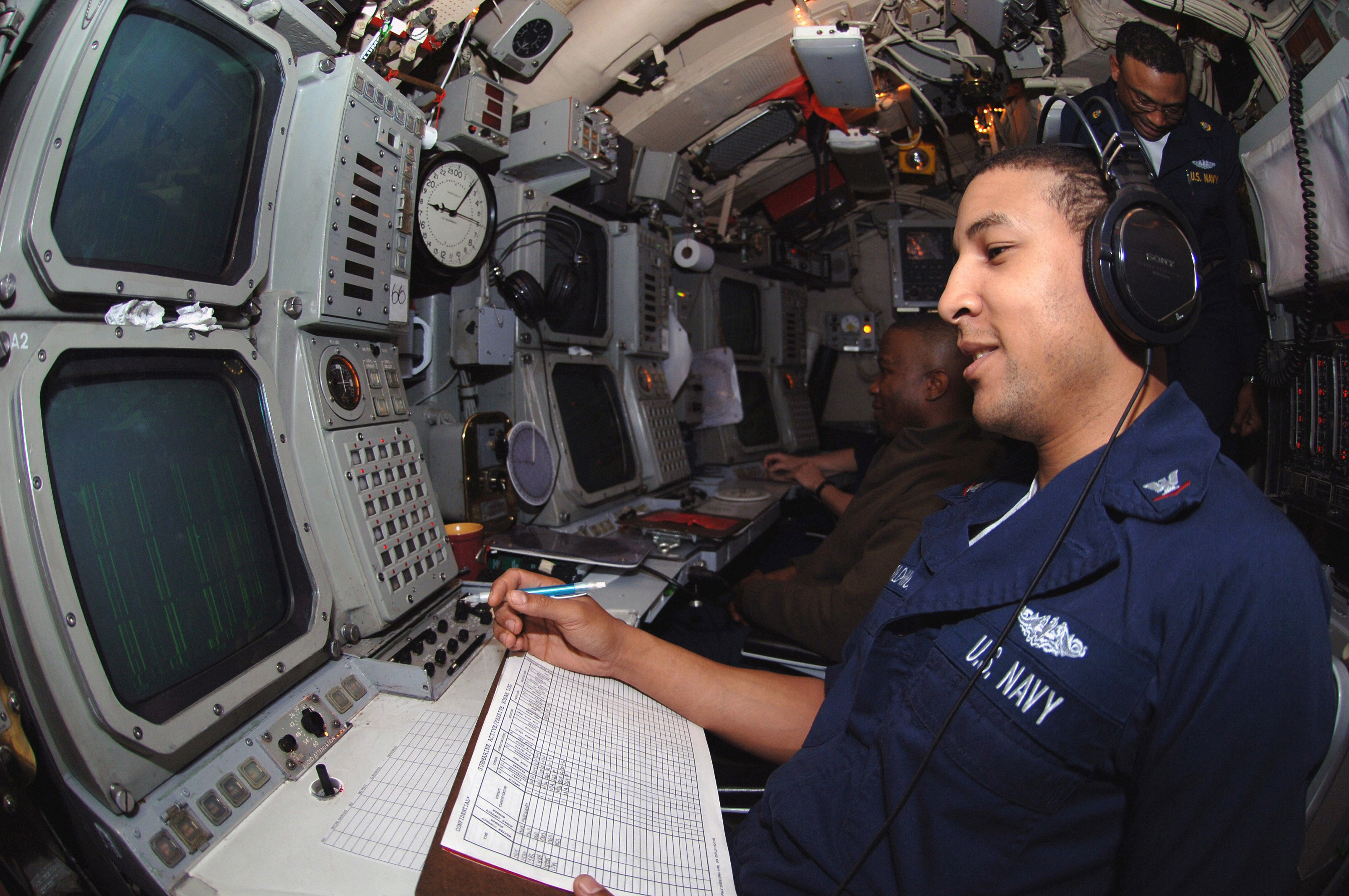
Моряки следят за сонарами АПЛ USS Florida.

При постройке «Огайо» получили гидроакустический комплекс (ГАК) AN/BQQ-6, являющуюся модификацией ГАК AN/BQQ-5 многоцелевых АПЛ. В ГАК ПЛАРБ используется в основном пассивный режим работы. В ГАК AN/BQQ-6 входит ряд гидроакустических станций (ГАС). Основу комплекса составляет активно-пассивная ГАС AN/BQS-13 с ограниченными, по сравнению с установленной на AN/BQQ-5, возможностями в активном режиме. Станция имеет сферическую антенну диаметром 4,6 м, состоящую из 944 гидрофонов. Конформная пассивная шумопеленгаторная ГАС AN/BQR-23 состоит из 104 гидрофонов, расположенных по окружности носового обтекателя. Пассивная ГАС AN/BQR-15 оснащается гибкой протяжённой буксируемой антенной TB-29 длиной 47,7 м на тросе длиной 670 м. Обработка сигнала этой ГАС производится с помощью вычислительных мощностей ГАС AN/BQR-23. В сложенном положении антенна располагается в верхней части корпуса по левому борту. Для навигации используется активная гидроакустическая станция AN/BQR-19. В сложной подлёдной обстановке и противоминных операциях используется активная ГАС малой дальности AN/BQS-15. В надводном положении используется радар AN/BPS-15A (на SSBN 741—743 установлен AN/BPS-16).
В процессе модернизаций по программе A-RCI (Acoustic Rapid COTS Insertion) все ГАК американских лодок, включая AN/BQQ-6 модернизированы до варианта AN/BQQ-10. Вместо четырёх ГАС использована общая станция типа COTS (commercial-off-the-shelf) с открытой архитектурой. Это позволит в будущем облегчить модернизацию систем. Новая система также обладает возможностями «гидроакустического картографирования» (PUMA — Precision Underwater Mapping and Navigation), позволяющая формировать гидрографическую карту высокого разрешения (разрешающая способность позволяет различать мелкие объекты типа мин) и обмениваться ею с другими кораблями флота. Первой такую модернизацию прошла лодка USS Alaska (SSBN-732) осенью 2000 года.
Для оповещения о акустическом облучении используется станция AN/WLR-10. Совместно с ней в надводном положении используется станция предупреждения о радиолокационном облучении AN/WLR-8(V)5, работающей в диапазоне 0,5—18 ГГц. ПЛАРБ оснащены 8 пусковыми установками Mk2 для постановки акустических помех и станцией гидроакустического противодействия AN/WLY-1. Станция предназначена для автоматического обнаружения, классификации и отслеживания атакующих торпед и выработки сигнала на использование средств гидроакустического противодействия. Субмарины оснащались имитатором Mk70 MOSS (Mobile Submarine Simulator), выстреливаемого из торпедного аппарата. Однако на сегодняшний момент все имитаторы выгружены на берег и находятся на долговременном хранении.
Лодки оснащаются перископами Kollmorgen Type 152 и Type 82.

## Эксплуатация

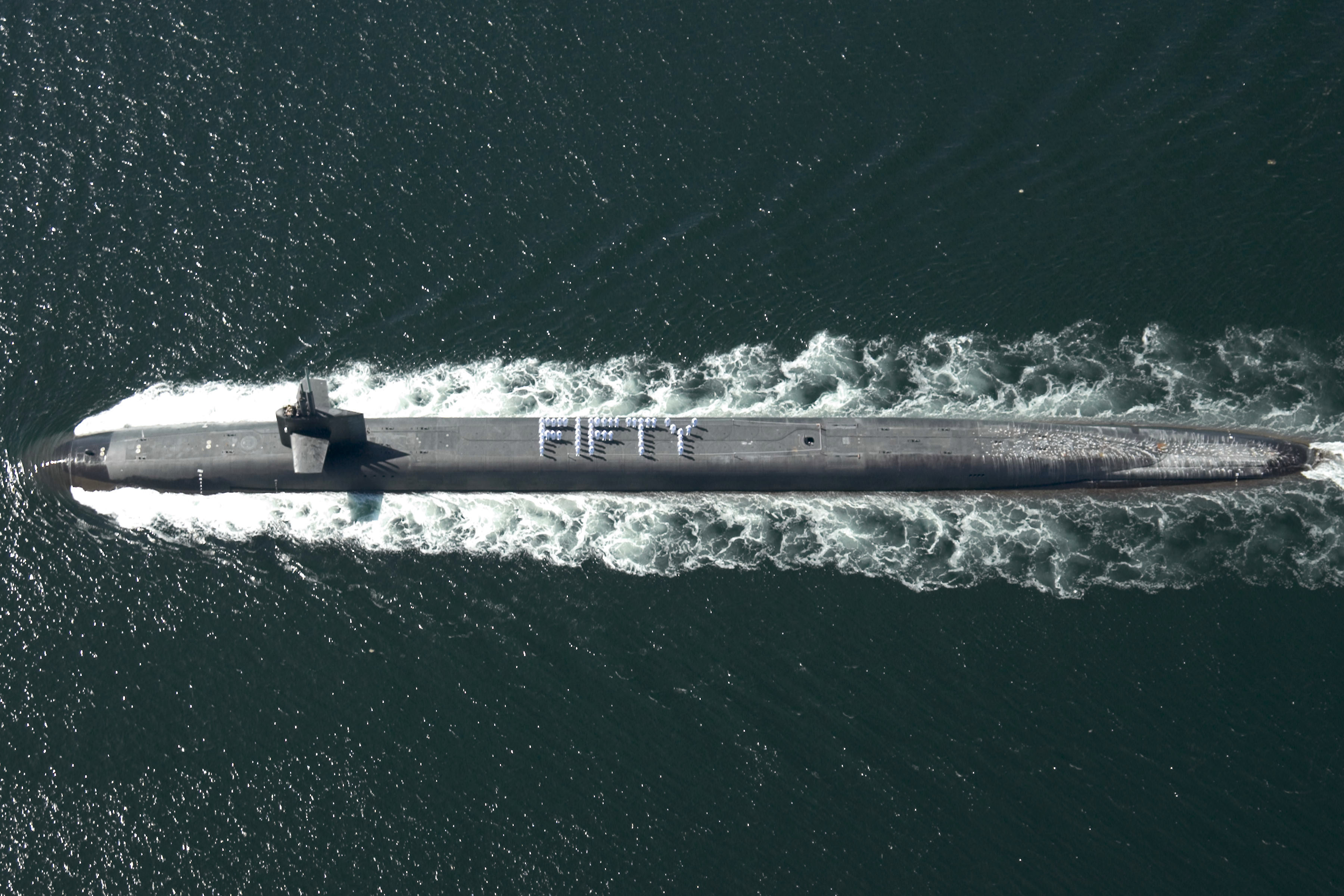
Личный состав USS Pennsylvania построился в виде слова FIFTY в честь окончания 50-го боевого похода.

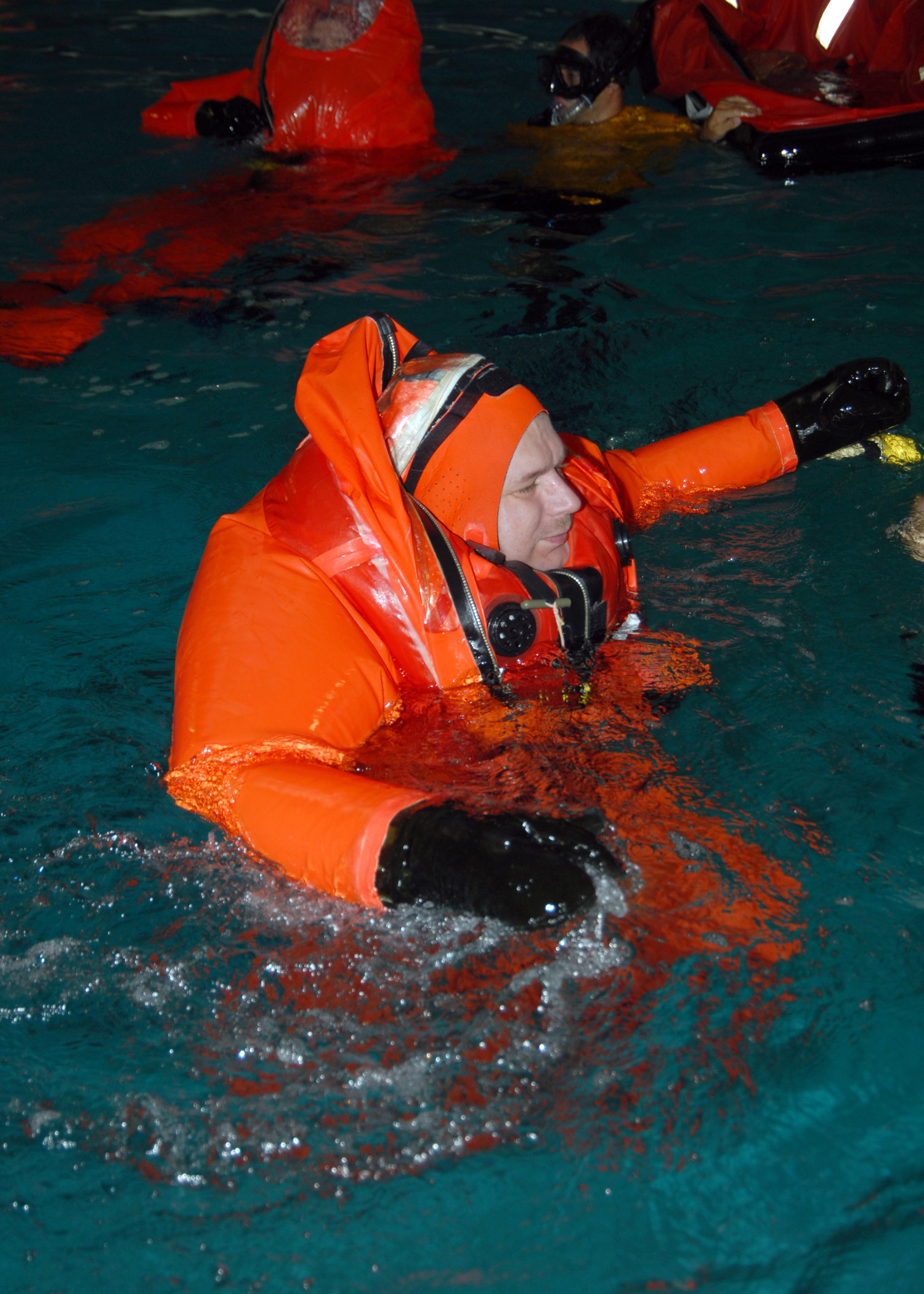
Практическое обучение аварийному спасению в учебно-тренировочном центре.

### Начало боевой службы
Специально для базирования ПЛАРБ были модернизированы две базы — одна на Тихоокеанском побережье (ВМБ Бангор, штат Вашингтон) и одна на Атлантическом (ВМБ Кингс-Бей, штат Джорджия). Каждая база рассчитана на обслуживание 10 лодок. На базах размещено оборудование для приёма и выгрузки боезапаса, технического обслуживания и текущего ремонта ПЛАРБ. Созданы все условия для обеспечения отдыха личного состава.
На каждой базе размещены учебно-тренировочные центры для подготовки персонала. Центры могут обучать до 25 000 человек ежегодно. Специальные тренажёры позволяют отрабатывать управление лодкой в различных условиях, включая ракетную и торпедную стрельбу. Подготовка офицеров осуществляется в г. Гротон.

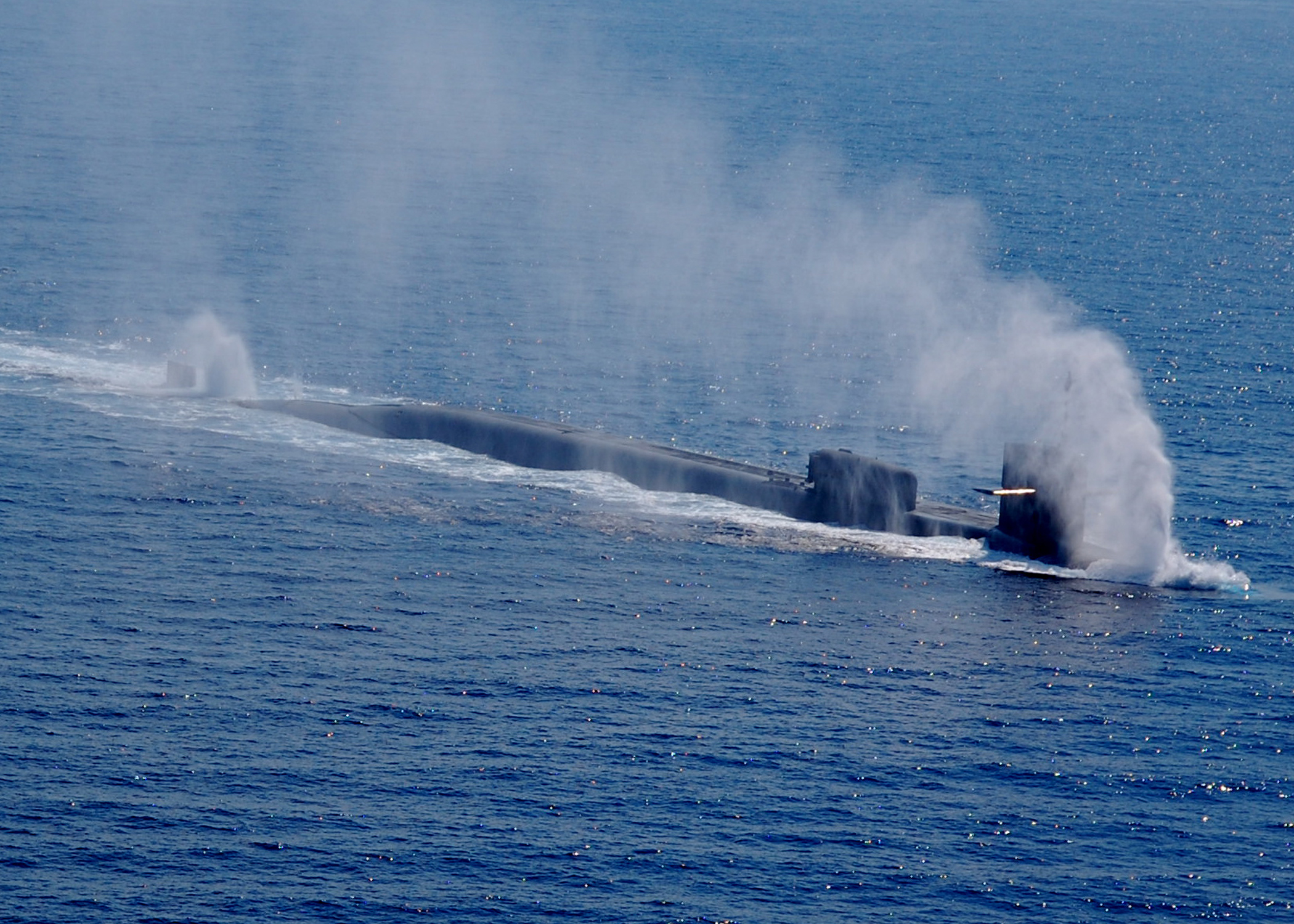
Погружение USS Georgia у берегов Италии.

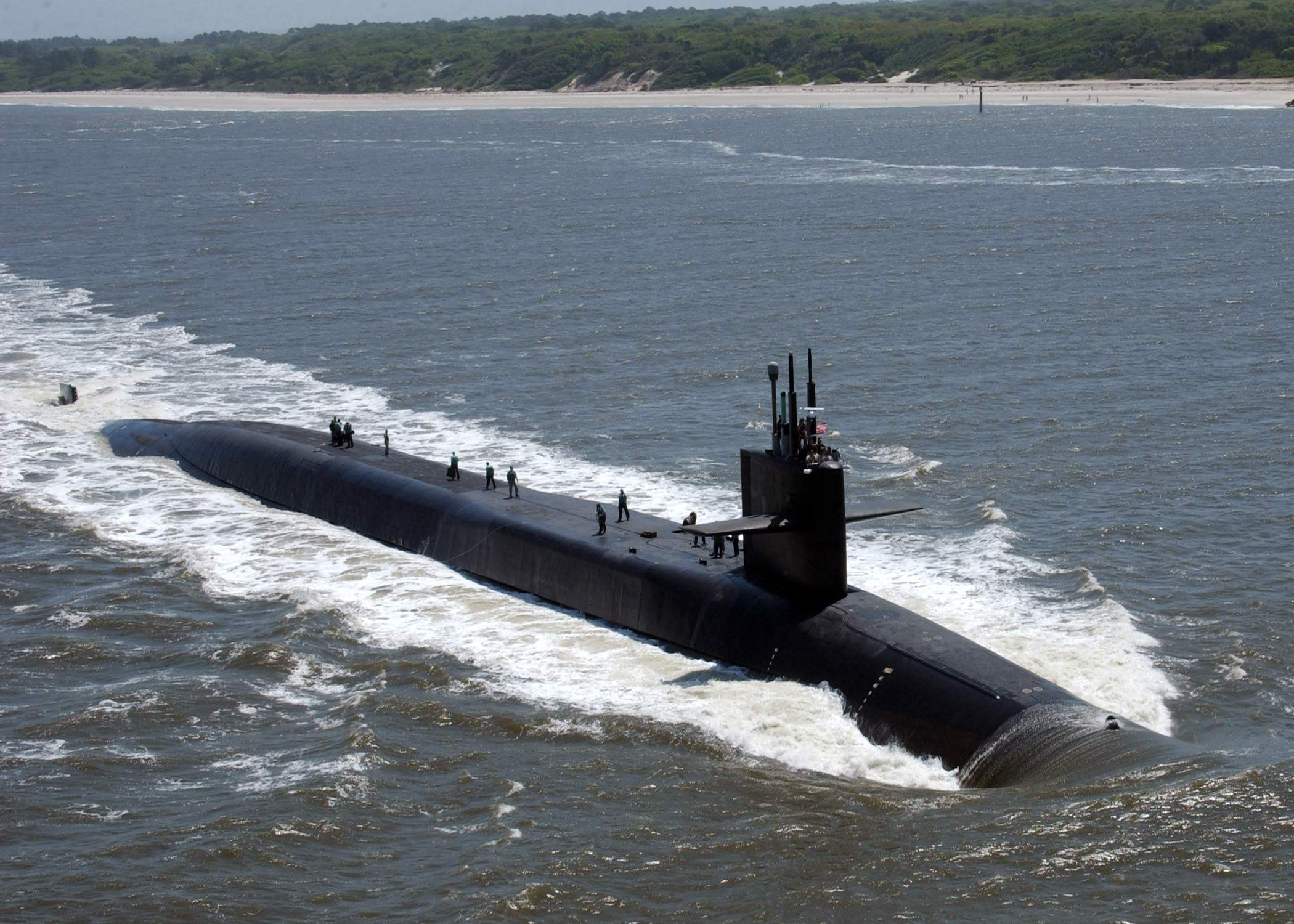
USS Florida на подходе к базе Кингс-Бей.

Первые восемь лодок SSBN 726—733, вооружённых ракетами «Трайдент I», базировались на Тихом океане в составе 17-й эскадры на базе ВМБ Бангор. Они поступали на замену 10 списанных в 1981—1983 годах ПЛАРБ типов «Джордж Вашингтон» и «Этен Аллен», с ракетами «Поларис A3». Благодаря большой дальности ракет лодки могли нести боевое дежурство вблизи побережья США — между Гавайями и Тихоокеанским побережьем. Также как и ПЛАРБ других типов, для увеличения интенсивности боевого использования каждая лодка укомплектована двумя экипажами — «золотым» и «синим», поочерёдно несущими боевое дежурство. Первоначально лодки, как правило, эксплуатировались со 100-дневным циклом — 75 дней на патрулировании и 25 дней на базе, с целью обеспечения КОН в районе 0,66. Во время пребывания на базе производится смена экипажей, выполняются работы по техническому обслуживанию и межпоходовому ремонту.
Обычно боевое дежурство тихоокеанских лодок начинается и заканчивается на ВМБ Бангор. В течение боевого дежурства лодка может зайти в ВМБ Перл-Харбор (Гавайи) для пополнения провизии. Иногда патрулирование и заканчивается в Перл-Харбор. На лодку перебрасывается новый экипаж, и ПЛАРБ выходит на новое дежурство. По данным некоторых источников дежурство лодок осуществляется в квадрате 200 на 200 миль, для которого существует точная гидрологическая карта. Благодаря этому в подводном положении навигационная система получает от бортового ГАК все необходимые данные для корректировки погрешности в отслеживании своих координат.
10 лодок второй серии поступали на ВМБ Кингс-Бей в состав 20-й эскадры подводных лодок. Из-за ограничений по договору СНВ-1 ввод в строй этих лодок привёл к тому, что к концу 1997 года были выведены из состава флота ПЛАРБ типов «Джордж Мэдисон» и «Бенджамин Франклин» с ракетами «Посейдон» и «Трайдент I». Дежурство лодки осуществляют в районе Бермудских островов. В 1990 году на боевое патрулирование вышли две ПЛАРБ, вооружённые ракетами «Трайдент II»: USS Tennessee (SSBN-734) и USS Pennsylvania (SSBN-735). А в 1991 году с базы Кингс-Бей в своё первое боевое дежурство вышли USS West Virginia (SSBN-736) и USS Kentucky (SSBN-737).
С 1997 года лодки типа «Огайо» остались единственным типом американских ПЛАРБ, состоящим на вооружении. Все остальные типы лодок были выведены из боевого состава ВМС. В том же 1997 году ВМС США получили последнюю, 18-ю лодку типа «Огайо» — USS Louisiana (SSBN-743).

### Ремонты и модернизации

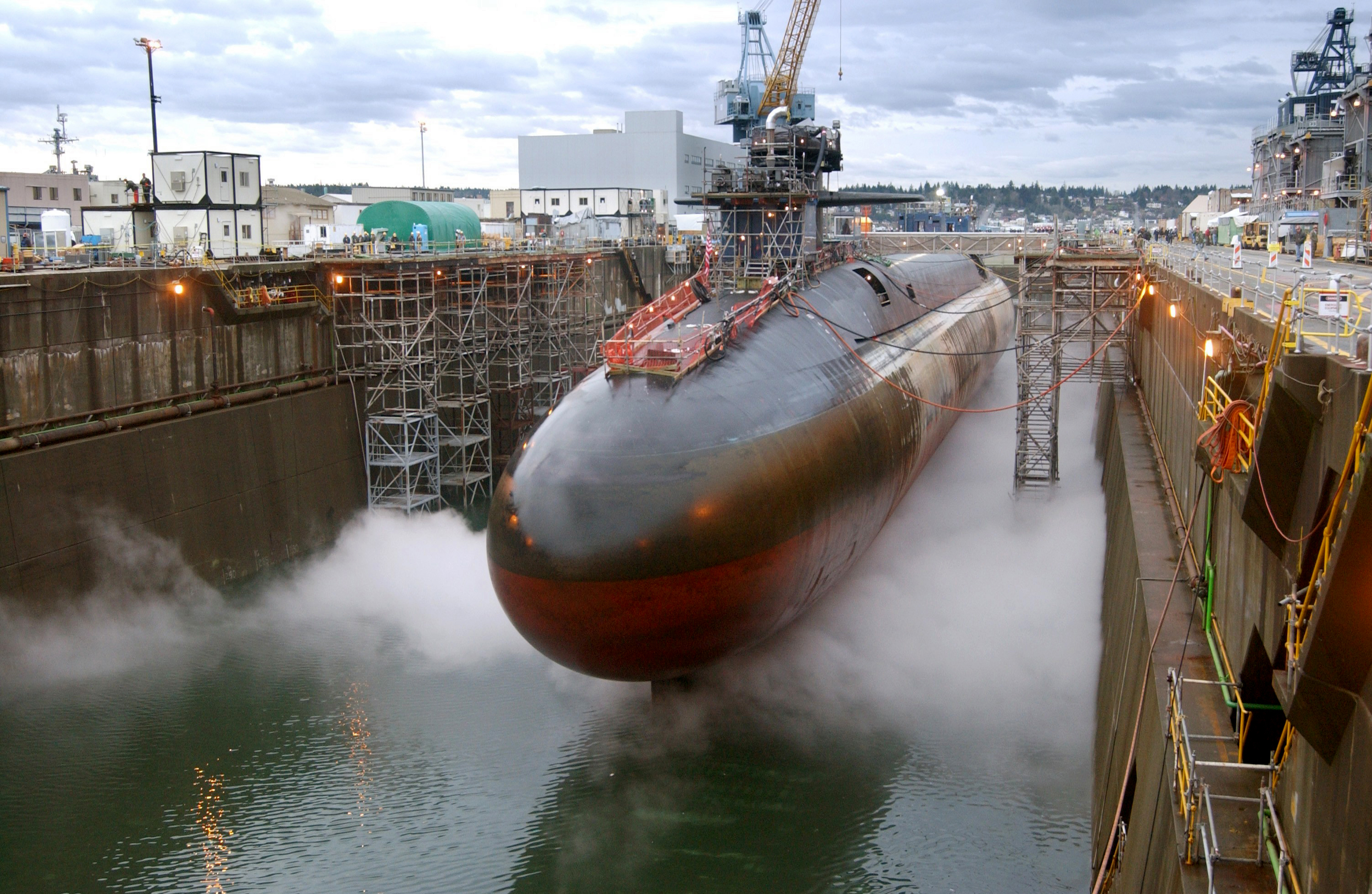
USS Ohio готовится к ремонту и модернизации.

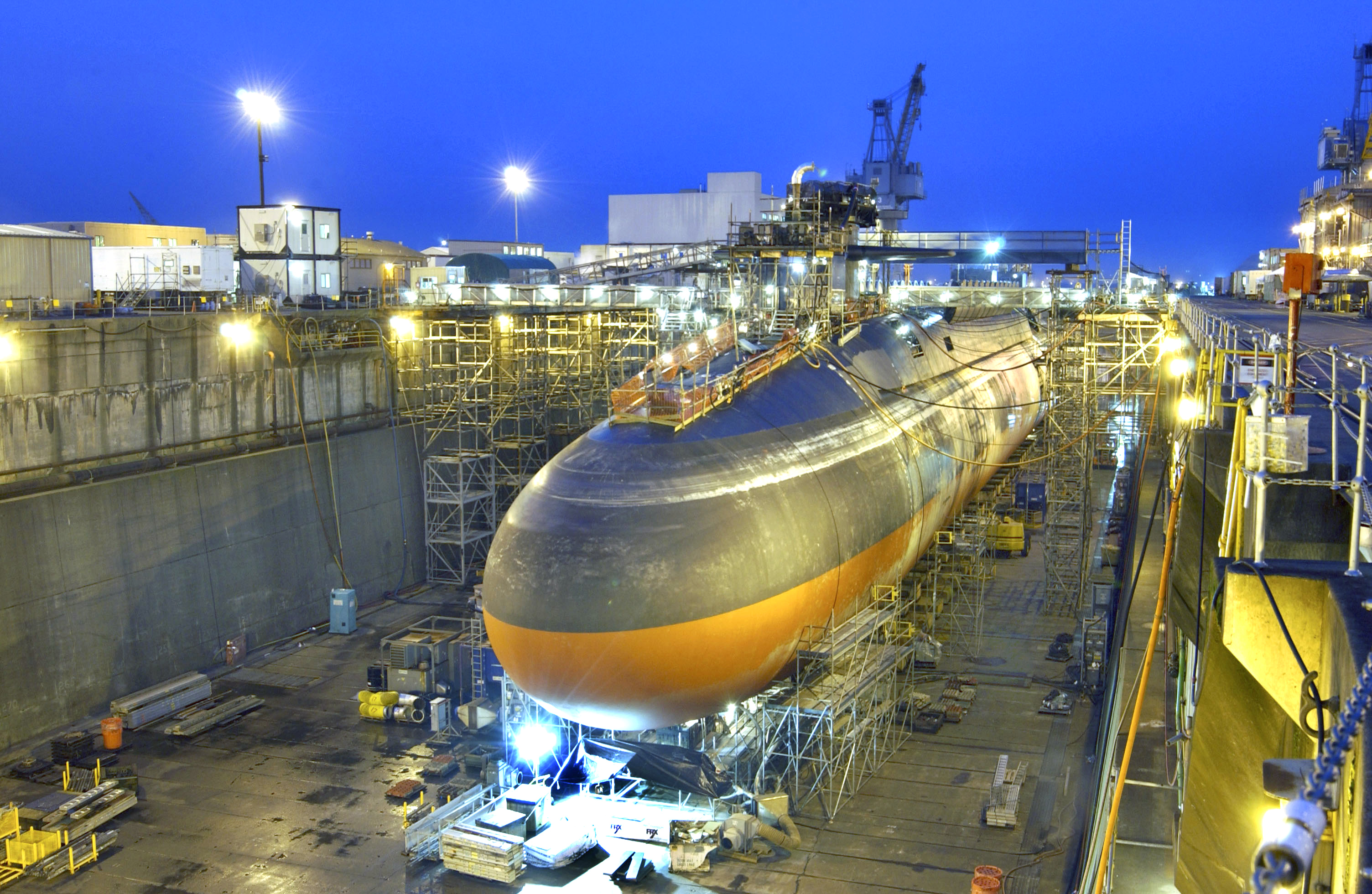
На этой фотографии работы в разгаре.

Первоначально ПЛАРБ типа «Трайдент» (до того, как им было присвоено название «Огайо») были рассчитаны на 20 лет службы, с периодом 9 лет между перезарядкой ядерного топлива в реакторе Позднее, они были перепроектированы под 30-летний срок эксплуатации с одной перезарядкой реактора. В этот срок входили:
- первые 14 лет службы;
- 2 года ERO (Engineering Refueling Overhaul) — капитальный ремонт с перезарядкой реактора;
- вторые 14 лет службы.

Начиная с 1995 года была запущена программа увеличения срока эксплуатации. Благодаря ей с 1998 года срок эксплуатации увеличился до 42—44 лет. Суть программы заключалась в том, что в течение первого и второго срока службы вместо одного из межпоходовых ремонтов добавлялся 4-месячный ремонт ERP (Extended Refit Period), во время которого проводились профилактические работы и не производилась замена ядерного топлива. Благодаря тому, что фактическая эксплуатация лодок была не столь интенсивная как предполагалось, время до перезарядки реактора было увеличено до 20 лет. По состоянию на 2009 год жизненный цикл лодок выглядит следующим образом:
- 14 лет службы;
- 4-месячный ERP;
- 6 лет службы;
- 2-летний ERO;
- 6-месячный цикл испытаний;
- 20-летний срок эксплуатации, с 4-месячным ERP (срок промежуточного ремонта не определён и по всей видимости определяется по результатам межпоходовых техосмотров).

Результатом договоров по сокращению стратегических ядерных вооружений СНВ-1 и СНВ-2 стала подготовленная администрацией Билла Клинтона программа по развитию ядерных сил 1994 года (англ. 1994 Nuclear Posture Review). Согласно этой программе количество ракетоносцев типа «Огайо» сокращалось до 14. Из первых восьми ракетоносцев, оснащённых ракетами «Трайдент I C-4», четыре должны были быть переоборудованы в носители крылатых ракет «Томагавк», а оставшиеся переоборудованы в носители ракет «Трайдент II D5». Аналогичной программой администрации Джорджа Буша 2001 Nuclear Posture Review закреплялось это положение, при этом, в связи с изменившейся международной обстановкой и ростом угроз со стороны Северной Кореи и Китая из оставшихся 14 ракетоносцев 7 должны находиться на Тихом океане, 5 на Атлантическом, и ещё две лодки находятся на плановом капитальном ремонте.

Силуэт подводной лодки "Огайо" в варианте ПЛАРК.

Первые четыре лодки с «Трайдент-1» переоборудовались в подводные лодки с крылатыми ракетами (ПЛАРК) в течение 2002—2008 годов во время капитального ремонта (ERO). 26 сентября 2002 года ВМС США заключили контракт с Electric Boat на 442,9 млн $ по выполнению первой фазы работ по переоборудованию SSBN 726 в ПЛАРК. Дополнительно в 2002 году на программу было выделено 355 млн $. В 2003 финансовом году выделено 825 млн $, в 2004 — 936 млн $, 505 млн $ в 2005, и 170 млн $ в 2006 финансовом году. В итоге средняя стоимость переоборудования одной лодки в ПЛАРК составила около 800 млн долларов.
| лодка             | дата переклассификации в ПЛАРК | верфь           | дата постановки в док | дата передачи флоту | дата официальной церемонии возвращения в состав флота |
| ----------------- | ------------------------------ | --------------- | --------------------- | ------------------- | ----------------------------------------------------- |
| SSGN 726 Ohio     | 1 октября 2002                 | Puget Sound NSY | 29 октября 2002       | 17 декабря 2005     | 7 февраля 2006                                        |
| SSGN 727 Michigan | 1 января 2004                  | Puget Sound NSY | 2 февраля 2004        | 22 ноября 2006      | 12 июня 2007                                          |
| SSGN 728 Florida  | 1 октября 2002                 | Norfolk NSY     | 27 июня 2003          | 8 апреля 2006       | 25 мая 2006                                           |
| SSGN 729 Georgia  | 3 января 2004                  | Norfolk NSY     | 1 февраля 2005        | 18 декабря 2007     | 28 марта 2008                                         |

В результате модернизации каждый из 4 ПЛАРК к 2008г. вооружён 154 крылатыми ракетами «Томагавк», 22 из 24 ракетных шахт были модернизированы под вертикальный пуск КР. В каждой модернизированной шахте размещено по 7 ракет. Две ближайших к рубке шахты оснащены шлюзовыми камерами. К ним стыкуются мини-подлодки ASDS (англ. Advanced SEAL Delivery System) или модули DDS (англ. Dry Deck Shelter) для обеспечения выхода боевых пловцов, когда лодка находится в подводном положении. Эти средства могут устанавливаться как вместе, так и по отдельности, общим количеством не более двух. При этом частично блокируются шахты с ракетами «Томагавк». Каждая установленная ASDS блокирует три шахты, а более короткий DDS — две. Подводная лодка может дополнительно транспортировать до 66 человек в составе подразделения для спецопераций (морпехов или морских котиков). В случае краткосрочных операций это количество может быть увеличено до 102 человек.
Переоборудование лодок первой серии с «Трайдент I» на «Трайдент II» первоначально планировалось проводить во время ERO. Однако на двух лодках (SSBN 732 и SSBN 733) переоборудование было проведено раньше — в процессе первого ERP, после 14 лет службы. Причины были чисто политическими. Тем самым администрация Билла Клинтона поставила перед свершившимся фактом противников идеи переоборудования лодок на «Трайдент-2». Ремонт затянулся на два года, и поэтому эти лодки прослужат 44 года вместо положенных 42. Две оставшиеся лодки (SSBN 730 и SSBN 731) были переоборудованы по плану, во время перезарядки реактора.
| ПЛАРБ            | дата постановки в док | дата передачи флоту |
| ---------------- | --------------------- | ------------------- |
| SSBN 730         | 4 квартал 2004        | 1 квартал 2007      |
| SSBN 731 Alabama | январь 2006           | май 2008            |
| SSBN 732 Alaska  | 2 квартал 2000        | март 2002           |
| SSBN 733         | февраль 2001          | август 2002         |

### Инциденты
| ПЛАРБ                           | дата             | место                                        | описание инцидента |
| ------------------------------- | ---------------- | -------------------------------------------- | --- |
| USS Florida (SSGN 728)          | 19 декабря 1983  | Пролив Лонг-Айленд                           | USS Florida получила лёгкие повреждения при столкновении в подводном положении с неопознанным предметом в ходе ходовых испытаний в проливе Лонг-Айленд. Пострадавших не было. |
| USS Georgia (SSGN 729)          | 22 марта 1986    | Близ островов Мидуэй                         | Буксир USS Secota (YTM 415) лишился управления из-за потери электропитания и врезался в кормовые рулевые поверхности USS Georgia. Буксир затонул практически сразу же после эвакуации экипажа на ПЛАРБ. Десять членов экипажа были спасены, однако двое утонули. USS Georgia повреждений не получила. |
| USS Nevada (SSBN 733)           | 1987             | Западное побережье США                       | В конце июня — начале июля на USS NEVADA произошла авария во время проведения регламентных операций после неправильной установки силового привода во время ремонта на верфи Ньюпорт-Ньюс в феврале — апреле. Ущерб был оценён в несколько миллионов долларов и послужил причиной отмены перевода лодки в её новый порт приписки ВМБ Бангор. Представитель ВМС США заявил, что «инцидент не представлял опасности для лодки и экипажа, и корабль продолжил свою деятельность».                                                                                      |
| USS Henry M. Jackson (SSBN 730) | 6 ноября 1987    | Прибрежные воды близ Бангора, штат Вашингтон | USS Henry M. Jackson столкнулся с рыбацкой лодкой South Paw. ВМС США выплатили в качестве компенсации 25 721 $. |
| USS Pennsylvania (SSBN 735)     | 29 сентября 1989 | Порт Канаверал, Филадельфия                  | Недавно принятая в состав флота USS Pennsylvania села на мель при входе в канал, ведущий к порту Канавералканал во время своего первого посещения мыса Канаверал для проведения ракетных стрельб. Буксиры сняли лодку с мели через два часа, и представитель флота заявил: «Насколько мы знаем, все в порядке». |
| USS Kentucky (SSBN 737)         | 19 марта 1998    | Пролив Лонг-Айленд                           | USS Kentucky столкнулся с многоцелевой АПЛ «Сан-Хуан» (SSN 751). В момент столкновения ПЛАРБ находилась на поверхности, а «Сан-Хуан» в подводном положении. По официальным данным ВМС США подводные лодки получили лёгкие повреждения и вернулись на военно-морскую базу Гротон для осуществления проверки. Никто не пострадал. |
| USS Florida (SSGN 728)          | 27 августа 2003  | Верфь Норфолк                                | USS Florida пострадала от лёгкого пожара над реакторным отсеком во время проведения капитального ремонта на верфи Норфолка. Погибших не было, но незначительные травмы получили четыре человека. |
| USS Nebraska (SSBN 739)         | 20 сентября 2008 | Близ острова Оаху, Гавайи                    | Матрос был смертельно ранен во время инцидента USS Nebraska, находившейся в подводном положении. Старшина производил уборку в кормовом отсеке вспомогательных механизмов. Проигнорировав предупреждающие знаки, он работал в опасной близости от механизма рулевого привода. Во время совершения ПЛАРБ левого разворота матрос не удержал равновесие и, упав на механизм привода, получил травму таза. Несмотря на своевременное оказание неотложной медицинской помощи и эвакуации с борта лодки вертолётом береговой охраны, он скончался по дороге в госпиталь. |
| USS Louisiana (SSBN-743)        | 18 августа 2016  | Побережье штата Вашингтон                    | АПЛ "Луизиана" столкнулась с кораблём снабжения Eagleview. Оба судна своим ходом прибыли в порты приписки. О характере повреждений АПЛ не сообщалось. |

### Происшествия

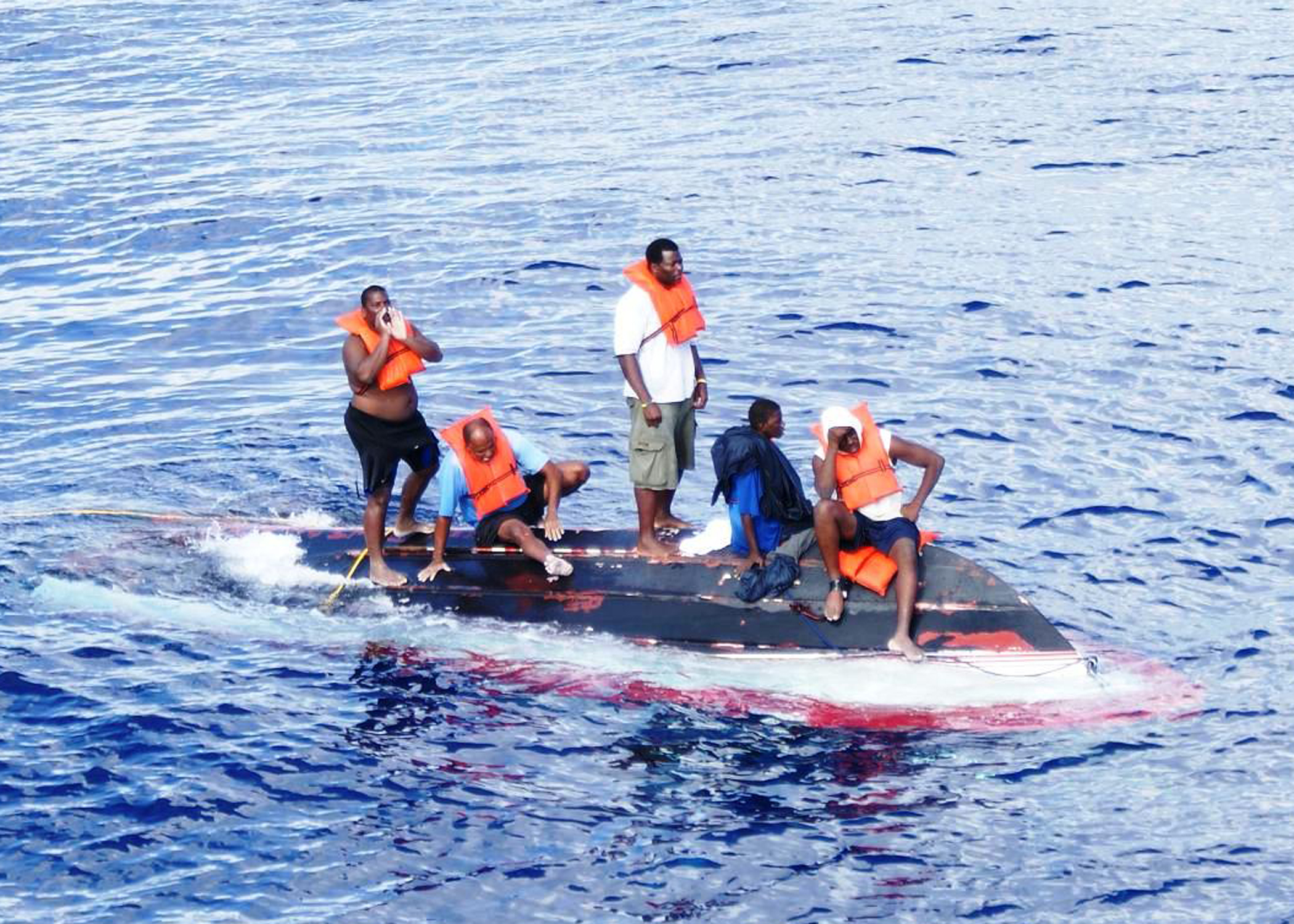
Спасение багамских рыбаков.

Любопытный случай произошёл во время одного из боевых походов лодки USS Rhode Island. 11 августа 2009 года, наблюдая за поверхностью через перископ, моряки обнаружили перевернувшуюся лодку с людьми. Командир лодки принял решение оказать помощь, в итоге были спасены четверо мужчин и мальчик 14 лет, жители Багамских островов, потерпевшие крушение и уже четыре дня находившиеся в открытом море без надежды на спасение и страдавшие от обезвоживания. Спасённые рыбаки не могли поверить в своё счастье, а командир подводной лодки Kevin S. Mooney подарил каждому члену своего экипажа по монетке в память об этом спасении.

### Техническое состояние и дальнейшее применение данного типа лодок

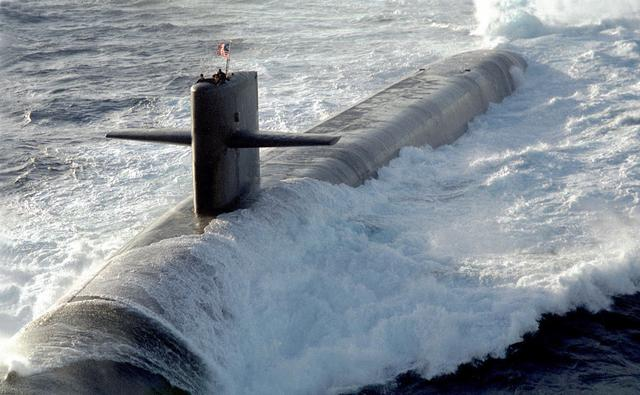
USS Maine на патрулировании.

В настоящее время в списочном составе ВМС США состоят все 18 ПЛАРБ/ПЛАРК данного типа. По статистике, ПЛАРБ ВМС США выходят в среднем на три-четыре боевых службы в год, проводя в море от половины и более всего срока службы (данные на 2008 г.). В 2008 г. подводными стратегическими силами ВМС США была выполнена 31 боевая служба средней продолжительностью от 60 до 90 суток.
19 февраля 2009 года состоялось чествование экипажа ПЛАРБ «Вайоминг», которая 11 февраля того же года завершила свою 38-ю боевую службу. Эта БС стала тысячной по счету для ПЛАРБ данного проекта.
Одним из результатов договора по сокращению наступательных вооружений СНВ-III стало изменение политики развития ядерных стратегических сил США. Основные положения данной политики на ближайшее будущее зафиксированы в Nuclear Posture Review Report 2010, обнародованном МО США. В соответствии с этими планами намечается со второй половины 2020-х годов приступить к постепенному сокращению количества развёрнутых ракетоносцев с 14 до 12 кораблей.
Сокращение будет происходить «естественным способом», по мере вывода из боевого состава лодок с истекшими сроками эксплуатации. Вывод из состава ВМС первой ПЛАРБ типа "Огайо" запланирован на 2027 год. На замену лодкам данного типа должны прийти ракетоносцы нового поколения, проходящие на данный момент под аббревиатурой «SSBN(X)». В бюджет ВМС США на 2010 г. заложена сумма в 497,4 млн долларов на НИОКР по данной теме. Всего запланировано строительство 12 лодок нового типа. Ожидается, что строительство каждого ракетоносца обойдётся американскому налогоплательщику в 6—7 млрд долларов в ценах 2010 финансового года.
Новые ракетоносцы должны иметь меньшее количество ракетных шахт (большего диаметра) (обсуждаются цифры 12, 16 и 20), что связано с сокращением общего количества боеголовок морских стратегических сил США. Отличительной особенностью должна стать ЯЭУ лодок нового типа, которая рассчитана на полный 40 летний срок службы подводной лодки без перезагрузки активной зоны реактора и необходимости проведения капитального ремонта в течение всей службы. Ввод в строй первой лодки типа SSBN(X) запланирован на 2028 год. К 2030 году общее количество ракетоносцев ВМС США должно достинуть общего кол-ва в 12 единиц — из них две ПЛАРБ типа SSBN(X) и 10 ПЛАРБ типа «Огайо». При вводе в строй каждой лодки типа SSBN(X) планируется выводить из состава ВМС одну ПЛАРБ типа «Огайо». Ввод в строй последней лодки нового типа, и, соответственно, вывод из эксплуатации последней лодки типа «Огайо», запланирован на 2040 г..

## Оценка проекта
На сегодняшний момент ПЛАРБ типа «Огайо» удерживают мировой рекорд по количеству размещённых ракетных шахт — 24 и по праву считаются одними из самых совершенных в своём классе. По оценкам специалистов, среди построенных ракетоносцев по уровню шумности с ними могут соперничать только французские типа «Триумфан». 
Высокая точность ракет «Трайдент-II» позволяет, наряду с сухопутными МБР поражать всю номенклатуру высокопрочных целей типа шахтных пусковых установок и углублённых командных пунктов. 
Большая дальность ракетного комплекса «Трайдент» позволила лодкам типа «Огайо» осуществлять дежурство в Атлантическом и Тихом океанах в зонах господства своих ВМС, что обеспечило им высокую боевую устойчивость. Высокая эффективность и сравнительно малая стоимость содержания ПЛАРБ, вооружённых ракетами «Трайдент-2», привела к тому, что морские стратегические силы занимают лидирующие позиции в ядерной триаде США и по состоянию на 2007 год обеспечивают развёртывание 2116 из общего количества в 3492 боезаряда, что составляет 60 %.
|                                         | 941 «Акула»     | «Огайо»         | 667БДРМ «Дельфин» | «Вэнгард»       | «Триумфан»      | 955 «Борей»      |
| --------------------------------------- | --------------- | --------------- | ----------------- | --------------- | --------------- | ---------------- |
| Внешний вид                             |                 |                 |                   |                 |                 |                  |
| Годы постройки                          | 1976—1989       | 1976—1997       | 1981—1992         | 1986—2001       | 1989—2009       | 1996—2031 (план) |
| Годы службы                             | 1981—2013       | 1981—н.в.       | 1984—н.в.         | 1993—н.в.       | 1997—н.в.       | 2013—н.в.        |
| Построено                               | 6               | 18              | 7                 | 4               | 4               | 8                |
| Водоизмещение (т) надводное / подводное | 23 200 / 48 000 | 16 746 / 18 750 | 11 740 / 18 200   | 15 130 / 15 900 | 12 640 / 14 335 | 14 720 / 24 000  |
| Число ракет                             | 20 Р-39         | 24 Трайдент II  | 16 Р-29РМУ2       | 16 Трайдент II  | 16 М51.2        | 16 «Булава»      |
| Забрасываемый вес (кг)                  | 2550            | 2800 — ?        | 2800 — ?          | 2800 — ?        | ?               | 1150             |
| дальность (км)                          | 9300            | 7400 — 11300    | 8300 — 11547      | 7400 — 11300    | 10000           | 9300             |

## Представители
| Название             | Номер    | Дата закладки    | Спуск на воду    | Дата вступления в строй | Состояние | Примечания                          |
| -------------------- | -------- | ---------------- | ---------------- | ----------------------- | --------- | ----------------------------------- |
| USS Ohio             | SSGN-726 | 10 апреля 1976   | 7 апреля 1979    | 11 ноября 1981          | В строю   | Бангор (19 эскадра подводных лодок) |
| USS Michigan         | SSGN-727 | 4 апреля 1977    | 26 апреля 1980   | 11 сентября 1982        | В строю   | Бангор (19 эскадра подводных лодок) |
| USS Florida          | SSGN-728 | 4 июля 1976      | 11 ноября 1981   | 18 июня 1983            | В строю   | Кингс-Бей                           |
| USS Georgia          | SSGN-729 | 7 апреля 1979    | 6 ноября 1982    | 11 февраля 1984         | В строю   | Кингс-Бей                           |
| USS Henry M. Jackson | SSGN-730 | 19 января 1981   | 15 октября 1983  | 6 ноября 1984           | В строю   | Бангор (17 эскадра подводных лодок) |
| USS Alabama          | SSGN-731 | 14 октября 1980  | 19 мая 1984      | 25 мая 1985             | В строю   | Бангор (17 эскадра подводных лодок) |
| USS Alaska           | SSGN-732 | 9 марта 1983     | 12 января 1985   | 25 января 1986          | В строю   | Кингс-Бей                           |
| USS Nevada           | SSGN-733 | 8 августа 1983   | 14 сентября 1985 | 16 августа 1986         | В строю   | Бангор (19 эскадра подводных лодок) |
| USS Tennessee        | SSGN-734 | 9 июня 1986      | 13 декабря 1986  | 17 декабря 1988         | В строю   | Кингс-Бей                           |
| USS Pennsylvania     | SSGN-735 | 10 января 1984   | 23 апреля 1988   | 9 сентября 1989         | В строю   | Бангор (19 эскадра подводных лодок) |
| USS West Virginia    | SSGN-736 | 24 октября 1987  | 14 октября 1989  | 20 октября 1990         | В строю   | Кингс-Бей                           |
| USS Kentucky         | SSGN-737 | 18 декабря 1987  | 11 августа 1990  | 13 июля 1991            | В строю   | Бангор (17 эскадра подводных лодок) |
| USS Maryland         | SSGN-738 | 22 апреля 1986   | 10 августа 1991  | 13 июня 1992            | В строю   | Кингс-Бей                           |
| USS Nebraska         | SSGN-739 | 6 июля 1987      | 15 августа 1992  | 10 июля 1993            | В строю   | Бангор (17 эскадра подводных лодок) |
| USS Rhode Island     | SSGN-740 | 15 сентября 1988 | 17 июля 1993     | 9 июля 1994             | В строю   | Кингс-Бей                           |
| USS Maine            | SSGN-741 | 3 июля 1990      | 16 июля 1994     | 29 июля 1995            | В строю   | Бангор (17 эскадра подводных лодок) |
| USS Wyoming          | SSGN-742 | 8 августа 1991   | 16 июля 1995     | 18 июля 1996            | В строю   | Кингс-Бей                           |
| USS Louisiana        | SSGN-743 | 23 октября 1992  | 27 июля 1996     | 6 сентября 1997         | В строю   | Бангор (17 эскадра подводных лодок) |